# Liste der Kulturdenkmale in Altlindenau, O–Z
Die Liste der Kulturdenkmale in Altlindenau enthält die Kulturdenkmale des Leipziger Ortsteils Altlindenau, die in der Denkmalliste vom Landesamt für Denkmalpflege Sachsen mit Stand 2017 erfasst wurden.
Aus Platzgründen ist diese Liste geteilt. In dieser Liste sind die Kulturdenkmale in den Straßen mit den Anfangsbuchstaben O–Z erfasst. Die Kulturdenkmale in den Straßen A–N sind in der Liste der Kulturdenkmale in Altlindenau, A–G und Liste der Kulturdenkmale in Altlindenau, H–N aufgeführt.

## Legende
- Bild: Bild des Kulturdenkmals, ggf. zusätzlich mit einem Link zu weiteren Fotos des Kulturdenkmals im Medienarchiv Wikimedia Commons. Wenn man auf das Kamerasymbol klickt, können Fotos zu Kulturdenkmalen aus dieser Liste hochgeladen werden:
- Bezeichnung: Denkmalgeschützte Objekte und ggf. Bauwerksname des Kulturdenkmals
- Lage: Straßenname und Hausnummer oder Flurstücknummer des Kulturdenkmals. Die Grundsortierung der Liste erfolgt nach dieser Adresse. Der Link (Karte) führt zu verschiedenen Kartendiensten mit der Position des Kulturdenkmals. Fehlt dieser Link, wurden die Koordinaten noch nicht eingetragen. Sind diese bekannt, können sie über ein Tool mit einer Kartenansicht einfach nachgetragen werden. In dieser Kartenansicht sind Kulturdenkmale ohne Koordinaten mit einem roten bzw. orangen Marker dargestellt und können durch Verschieben auf die richtige Position in der Karte mit Koordinaten versehen werden. Kulturdenkmale ohne Bild sind an einem blauen bzw. roten Marker erkennbar.
- Datierung: Baubeginn, Fertigstellung, Datum der Erstnennung oder grobe zeitliche Einordnung entsprechend des Eintrags in der sächsischen Denkmaldatenbank
- Beschreibung: Kurzcharakteristik des Kulturdenkmals entsprechend des Eintrags in der sächsischen Denkmaldatenbank, ggf. ergänzt durch die dort nur selten veröffentlichten Erfassungstexte oder zusätzliche Informationen
- ID: Vom Landesamt für Denkmalpflege Sachsen vergebene, das Kulturdenkmal eindeutig identifizierende Objekt-Nummer. Der Link führt zum PDF-Denkmaldokument des Landesamtes für Denkmalpflege Sachsen. Bei ehemaligen Kulturdenkmalen können die Objektnummern unbekannt sein und deshalb fehlen bzw. die Links von aus der Datenbank entfernten Objektnummern ins Leere führen. Ein ggf. vorhandenes Icon  führt zu den Angaben des Kulturdenkmals bei Wikidata.

## Liste der Kulturdenkmale in Altlindenau, O–Z
| Bild                                    | Bezeichnung | Lage                                   | Datierung | Beschreibung | ID       |
| --------------------------------------- | --- | -------------------------------------- | --- | --- | -------- |
|                                         | Mietshaus in geschlossener Bebauung | Odermannstraße 1 (Karte)               | um 1910 (Mietshaus) | mit Laden und Tordurchfahrt, Putzfassade, mittlerer Kastenerker, zwei weitere Erker, Tordurchfahrt mit Pflasterung, Windfangtür, Reformstil-Architektur, baugeschichtlich von Bedeutung | 09261706 |
|                                         | Mietshaus in geschlossener Bebauung | Odermannstraße 2 (Karte)               | um 1900 (Mietshaus) | mit Läden, repräsentative Klinkerfassade, zwei Erker, ein Laden original, Wand- und Deckenstuck im Eingangsbereich, Windfangtür, baugeschichtlich von Bedeutung | 09261707 |
|                                         | Mietshaus in halboffener Bebauung | Odermannstraße 3 (Karte)               | um 1910 (Mietshaus) | ehemals mit Läden, Putzfassade, Erker, Terrazzo und Stuck im Eingangsbereich, Treppenhausfenster mit Resten farbiger Bleiverglasung, baugeschichtlich von Bedeutung | 09261708 |
|                                         | Mietshaus in geschlossener Bebauung | Odermannstraße 4 (Karte)               | um 1895 (Mietshaus) | ehemals mit Läden, ehemals mit Tordurchfahrt, Klinker-Putz-Fassade, baugeschichtlich von Bedeutung | 09261709 |
|                                         | Mietshaus in halboffener Bebauung in Ecklage | Odermannstraße 6 (Karte)               | um 1895 (Mietshaus) | mit Tordurchfahrt, Klinkerfassade, Eckerker, Schablonenmalerei in der Tordurchfahrt, geätzte Treppenhausfenster, baugeschichtlich von Bedeutung | 09297674 |
|                                         | Mietshaus in offener Bebauung, mit Gaststätte, und Hofgebäude | Odermannstraße 12 (Karte)              | um 1850 (Mietshaus) | historistische Putzfassade, erhöhter Mittelrisalit, qualitätvolle Innentüren, baugeschichtlich von Bedeutung | 09261710 |
|                                         | Hallenbad (Anschrift: Marktstraße 2–6 und Odermannstraße 15/17) in geschlossener Bebauung                                                                                                 | Odermannstraße 15; 17 (Karte)          | 1928–1930 (Hallenbad) | Klinkerfassade mit Turm, einzigartiger Schwimmhallenbau im Stil der Neuen Sachlichkeit, Architekt: Stadtbaurat Hubert Ritter, ortsgeschichtlich und baugeschichtlich von Bedeutung | 09261639 |
|                                         | Mietshaus in halboffener Bebauung in Ecklage | Odermannstraße 19 (Karte)              | um 1900 (Mietshaus) | mit Läden, Putzfassade, Ladeneinbauten und Fußbodenkacheln um 1910, baugeschichtlich von Bedeutung | 09261711 |
|                                         | Doppelmietshaus (mit Friesenstraße 9) in offener Bebauung, mit seitlicher Einfriedung und Toreinfahrt                                                                                     | Paul-Küstner-Straße 1 (Karte)          | 1925–1926 (Doppelmietshaus) | Putzfassade, baugeschichtlich von Bedeutung Gut einen Monat früher als die zweite Hälfte des Doppelhauses mit Friesenstraße 9 gelangte der Bauantrag im Jahr 1925 zur Einreichung und Mitte April 1926 erfolgte zwei Monate eher die Schlussbesichtigung. Alle Wohnungen des dreigeschossigen Vorderwohngebäudes in halboffener Bauweise besaßen Bad/WC. Bauherr war der bauleitende und entwerfende Architekt F. Otto Gerstenberger als Geschäftsführer der Allgemeinen Wohnhaus-Baugesellschaft mbH Leipzig. Für die Ausführung der Erd- und Maurerarbeiten verpflichtete er die Baumeister R. Rost und Marx. Für die Mieter des Dreispänners war eine Waschküche im Keller eingerichtet. Die Fassade ist glatt verputzt, besitzt lediglich Gesims und einige wenige Fensterrahmungen als akzentuierenden Dekor, der Hauseingang mit Rahmung liegt rückwärtig. Vermutlich kamen die neuen Fenster 1997 zum Einbau. Erhalten ist weitgehend die bauzeitliche Ausstattung, das Haus zeigte sich im Sommer 2018 erfreulicherweise noch nicht „durchsaniert“. LfD/2018 | 09299099 |
| Weitere Bilder                          | Mietshaus in offener Bebauung in Ecklage, mit Einfriedung und Vorgarten | Paul-Küstner-Straße 14 (Karte)         | um 1905 (Mietshaus) | historisierende Putzfassade, Holzbalkon, Fachwerk-Aufbauten, Windfangtür, baugeschichtlich von Bedeutung | 09261712 |
|                                         | Wohnhaus in offener Bebauung, mit Einfriedung und Hausgarten | Paul-Küstner-Straße 15 (Karte)         | um 1930 (Wohnhaus) | Putzbau, im Heimatstil, Garten mit Terrasse und Teich, baugeschichtlich von Bedeutung | 09261713 |
| Weitere Bilder                          | Mietshaus in offener Bebauung mit Vorgarten | Paul-Küstner-Straße 16 (Karte)         | vor 1910 (Mietshaus) | historisierende Putzfassade, Eckerker, Eckturm, Fachwerk-Aufbauten, Terrazzo und reiche Stuckgliederung im Eingangsbereich, Windfangtür, baugeschichtlich von Bedeutung | 09261714 |
|                                         | Wohnhaus in offener Bebauung mit Einfriedung, Toreinfahrt, Vorgarten und Pflasterung | Paul-Küstner-Straße 17 (Karte)         | vor 1910 (Wohnhaus) | Klinkerfassade mit Turm, baugeschichtlich von Bedeutung | 09261715 |
|                                         | Doppelmietshaus (mit Hempelstraße 4) in offener Bebauung in Ecklage, mit seitlicher Einfriedung und Wegepflasterung                                                                       | Paul-Küstner-Straße 19 (Karte)         | um 1910 (Doppelmietshaus) | Putzfassade, Haustür mit farbiger Verglasung, Terrazzo im Eingangsbereich, Treppenhausfenster mit Resten farbiger Verglasung, Reformstil-Architektur, baugeschichtlich von Bedeutung | 09261716 |
|                                         | Mietshaus in offener Bebauung, mit seitlicher Einfriedung und Garten | Paul-Küstner-Straße 22 (Karte)         | nach 1910 (Mietshaus) | Putzfassade, Terrazzo im Eingangsbereich, Reformstil-Architektur, baugeschichtlich von Bedeutung | 09261718 |
|                                         | Doppelmietshaus (mit Hempelstraße 6) in offener Bebauung in Ecklage, mit seitlicher Einfriedung                                                                                           | Paul-Küstner-Straße 24 (Karte)         | nach 1910 (Doppelmietshaus) | Putzfassade, Haustür und Treppenhausfenster mit Resten farbiger Bleiverglasung, Reformstil-Architektur, baugeschichtlich von Bedeutung | 09261719 |
|                                         | Wohnhaus (mit drei Hausnummern) in offener Bebauung, mit Vorgarten und Hofgestaltung | Paul-Küstner-Straße 34; 36; 38 (Karte) | 1936 (Wohnblock) | Putzbau, im Heimatstil der 1930er Jahre, baugeschichtlich von Bedeutung | 09261723 |
|                                         | Mietshaus in geschlossener Bebauung in Ecklage | Prießnitzstraße 21 (Karte)             | um 1905 (Mietshaus) | ehemals mit Eckladen, Klinkerfassade, baugeschichtlich von Bedeutung | 09298502 |
|                                         | Mietshaus in geschlossener Bebauung | Prießnitzstraße 23 (Karte)             | um 1916 (Mietshaus) | mit Tordurchfahrt, Putzfassade, eiserne Kellerschranke, baugeschichtlich von Bedeutung | 09298501 |
|                                         | Mietshaus in geschlossener Bebauung | Prießnitzstraße 25 (Karte)             | um 1910 (Mietshaus) | mit Tordurchfahrt, Putzfassade, Ziegelsockel, eiserne Kellerschranke, baugeschichtlich von Bedeutung | 09298500 |
|                                         | Mietshaus in geschlossener Bebauung | Prießnitzstraße 27 (Karte)             | um 1910 (Mietshaus) | mit Tordurchfahrt, Putzfassade, eiserne Kellerschranke, baugeschichtlich von Bedeutung | 09298499 |
|                                         | Mietshaus in geschlossener Bebauung | Prießnitzstraße 29 (Karte)             | um 1910 (Mietshaus) | Putzfassade, Ziegelsockel, Holzpaneele im Eingangsbereich und eiserne Kellerschranke, baugeschichtlich von Bedeutung | 09298498 |
|                                         | Mietshaus in geschlossener Bebauung | Prießnitzstraße 31 (Karte)             | um 1910 (Mietshaus) | mit Tordurchfahrt, Putzfassade, baugeschichtlich von Bedeutung | 09298497 |
|                                         | Mietshaus in geschlossener Bebauung | Prießnitzstraße 33 (Karte)             | um 1905 (Mietshaus) | Putzfassade, baugeschichtlich von Bedeutung | 09298496 |
|                                         | Mietshaus in geschlossener Bebauung | Prießnitzstraße 35 (Karte)             | um 1890 (Mietshaus) | mit Tordurchfahrt, Putzfassade, baugeschichtlich von Bedeutung | 09299092 |
|                                         | Mietshaus in geschlossener Bebauung | Prießnitzstraße 39 (Karte)             | um 1910 (Mietshaus) | Putzfassade, baugeschichtlich von Bedeutung | 09294546 |
|                                         | Mietshaus in geschlossener Bebauung in Ecklage | Prießnitzstraße 41 (Karte)             | um 1890 (Mietshaus) | mit Tordurchfahrt und ehemals mit Eckladen, Klinkerfassade, baugeschichtlich von Bedeutung | 09299087 |
| Weitere Bilder                          | Mietshaus in geschlossener Bebauung in Ecklage | Prießnitzstraße 43 (Karte)             | um 1895 (Mietshaus) | ehemals mit Eckladen, Klinkerfassade, baugeschichtlich von Bedeutung | 09299088 |
|                                         | Mietshaus in geschlossener Bebauung | Prießnitzstraße 45 (Karte)             | um 1890 (Mietshaus) | Klinkerfassade mit reicher Stuckgliederung, baugeschichtlich von Bedeutung | 09299089 |
|                                         | Mietshaus in geschlossener Bebauung | Prießnitzstraße 47 (Karte)             | um 1890 (Mietshaus) | Putzfassade, baugeschichtlich von Bedeutung | 09299090 |
|                                         | Mietshaus in geschlossener Bebauung | Prießnitzstraße 49 (Karte)             | um 1890 (Mietshaus) | mit Tordurchfahrt, Klinkerfassade, baugeschichtlich von Bedeutung | 09298485 |
|                                         | Mietshaus in geschlossener Bebauung | Prießnitzstraße 51 (Karte)             | um 1890 (Mietshaus) | mit Hausdurchgang, ehemals mit Laden, Klinkerfassade, baugeschichtlich von Bedeutung | 09299091 |
|                                         | Mietshaus in geschlossener Bebauung in Ecklage | Queckstraße 1 (Karte)                  | um 1895 (Mietshaus) | mit Eckladen, reich gestaltete Putzfassade, baugeschichtlich von Bedeutung | 09261724 |
|                                         | Mietshaus in geschlossener Bebauung | Queckstraße 3 (Karte)                  | um 1890 (Mietshaus) | mit Tordurchfahrt, reich dekorierte Putzfassade, baugeschichtlich von Bedeutung | 09261726 |
|                                         | Mietshaus in geschlossener Bebauung | Queckstraße 5 (Karte)                  | um 1890 (Mietshaus) | mit Tordurchfahrt, Klinkerfassade, baugeschichtlich von Bedeutung | 09261728 |
|                                         | Mietshaus in geschlossener Bebauung | Queckstraße 7 (Karte)                  | um 1890 (Mietshaus) | mit Tordurchfahrt, reich dekorierte Putzfassade, Tordurchfahrt mit Wappenfeld, baugeschichtlich von Bedeutung | 09261729 |
|                                         | Mietshaus in geschlossener Bebauung | Queckstraße 9 (Karte)                  | um 1895 (Mietshaus) | mit Tordurchfahrt, Klinkerfassade, baugeschichtlich von Bedeutung | 09261730 |
|                                         | Mietshaus in geschlossener Bebauung | Queckstraße 11 (Karte)                 | um 1895 (Mietshaus) | mit Tordurchfahrt, Putzfassade, geätzte Treppenhausfenster, baugeschichtlich von Bedeutung | 09261731 |
|                                         | Mietshaus in geschlossener Bebauung | Queckstraße 13 (Karte)                 | um 1900 (Mietshaus) | mit Tordurchfahrt, Putzfassade, Holzpaneele im Eingang, Ätzglas und Schablonenmalerei im Treppenhaus, baugeschichtlich von Bedeutung | 09298754 |
|                                         | Mietshaus in geschlossener Bebauung | Queckstraße 17 (Karte)                 | um 1890 (Mietshaus) | mit Tordurchfahrt, Klinkerfassade, bleiverglaste Treppenhausfenster, Holzpaneele in der Tordurchfahrt, baugeschichtlich von Bedeutung | 09261732 |
|                                         | Mietshaus in geschlossener Bebauung | Queckstraße 19 (Karte)                 | um 1890 (Mietshaus) | mit Tordurchfahrt, Klinkerfassade, baugeschichtlich von Bedeutung | 09261733 |
|                                         | Mietshaus (Nr. 21) in geschlossener Bebauung und Hofgebäude (Nr. 21a) | Queckstraße 21; 21a (Karte)            | um 1890 (Mietshaus) | Vorderhaus mit Tordurchfahrt, Klinkerfassade, Art-Déco-Ausmalung im Treppenhaus, Klinkerverkleidung in der Tordurchfahrt, im Hof Klinkergebäude, baugeschichtlich von Bedeutung | 09261734 |
|                                         | Mietshaus in geschlossener Bebauung | Queckstraße 23 (Karte)                 | um 1890 (Mietshaus) | Klinkerfassade, Holzpaneele und Stuckkehle im Eingangsbereich, baugeschichtlich von Bedeutung | 09261735 |
|                                         | Mietshaus in geschlossener Bebauung in Ecklage | Queckstraße 25 (Karte)                 | um 1890 (Mietshaus) | mit Hausdurchgang und ehemals mit Eckladen, Klinkerfassade, Stuckkehle, Holzpaneele im Hausdurchgang, geätzte Treppenhausfenster, baugeschichtlich von Bedeutung | 09261736 |
|                                         | Mietshaus in geschlossener Bebauung | Rabenerstraße 1 (Karte)                | 1898 (Mietshaus) | Klinkerfassade, Eingangsbereich mit vollständig erhaltener Wand- und Deckenmalerei, baugeschichtlich von Bedeutung | 09261737 |
|                                         | Mietshaus in geschlossener Bebauung | Rabenerstraße 3 (Karte)                | vor 1900 (Mietshaus) | Putzfassade, baugeschichtlich von Bedeutung | 09261738 |
|                                         | Mietshaus in geschlossener Bebauung | Rabenerstraße 4 (Karte)                | um 1908 (Mietshaus) | mit Tordurchfahrt, Klinkerfassade, baugeschichtlich von Bedeutung | 09297779 |
|                                         | Mietshaus in geschlossener Bebauung | Rabenerstraße 5 (Karte)                | um 1902 (Mietshaus) | Putzfassade, Treppenhaus mit Ausmalung, baugeschichtlich von Bedeutung | 09261739 |
|                                         | Mietshaus in geschlossener Bebauung | Rabenerstraße 6 (Karte)                | um 1905 (Mietshaus) | mit Tordurchfahrt, Klinkerfassade, baugeschichtlich von Bedeutung | 09292945 |
|                                         | Mietshaus in geschlossener Bebauung | Rabenerstraße 7 (Karte)                | 1904–1905 (Mietshaus) | mit Tordurchfahrt, Klinkerfassade, baugeschichtlich von Bedeutung Die einem Bauantrag im Juni 1904 beiliegenden Pläne für ein neu zu errichtendes Vorder- und Hintergebäude lieferte Architekt und Baumeister Emil Richter. Bauherr war der Schlosser Bruno Gaudlitz aus Leipzig-Neustadt. Für Ausführung und Bauleitung wurde der Connewitzer Maurerpolier Karl Nasarek unter Vertrag genommen. Wegen beantragter Veränderungen erfolgte die Ausreichung der Baugenehmigung erst im Oktober, wodurch der Bau sich weit ins Jahr 1905 hinzog. Nach Zwangsversteigerung im August 1905 ließ der Ersteher, Bankdirektor Otto Sommermeyer in Gera, die Arbeiten unter Leitung des Architekten Ernst Krug zu Ende führen. Am 20. Dezember erfolgte die Schlussabnahme und am 3. Januar 1906 erging das Schreiben zur Gestattung der Ingebrauchnahme. Übrigens war die Waschküche nicht mehr im Vorderhaus untergebracht, sondern als kleines eigenständiges Hofgebäude errichtet worden. 1908 übernahm Ziegeleibesitzer Georg Carl Eduard Häßner in Thränitz bei Gera das Grundstück, 1911 der Pegauer Ziegeleibesitzer Ernst Wilhelm Kummer. Nach neuerlicher Zwangsversteigerung 1917 wurde Ziegeleibesitzer Walther Adolf Scheibe in Gera (am Fußweg nach Ronneburg) neuer Eigentümer, ihm folgte 1919 der Maurerpolier Ferdinand Haring aus Leipzig, der 1921 einen Bauantrag für eine Hausmannswohnung „nach Maßgabe des Ortsgesetzes über Notwohnungen“ einreichte. Im Dezember 1996 Vorhaben der DM:L Immobilien- und Bauträger GmbH aus Trebur für Modernisierung, Sanierung, Dachgeschossausbau und Balkone. Die gelbe Klinkerfassade über verputztem Erdgeschoss mit Kunststeinformteilen und gründerzeitlichem Stuckdekor, wobei das erste Obergeschoss besonders hervorgehoben ist. Teile der originalen Ausstattung erhalten, das Hinterhaus ist kein Denkmal. LfD/2008 | 09302299 |
|                                         | Mietshaus in geschlossener Bebauung | Rabenerstraße 9 (Karte)                | um 1905 (Mietshaus) | mit Ladeneinbau, Klinkerfassade, Stuckgliederung im Eingangsbereich, baugeschichtlich von Bedeutung | 09297777 |
|                                         | Mietshaus in geschlossener Bebauung (bauliche Einheit mit Raimundstraße 3) | Raimundstraße 1 (Karte)                | um 1905/1910 (Doppelmietshaus) | Putzfassade, Stuckkehle und Terrazzo im Eingangsbereich und Holzpaneele, Doppelmietshaus mit Nummer 3, baugeschichtlich von Bedeutung | 09261740 |
|                                         | Mietshaus in geschlossener Bebauung (bauliche Einheit mit Raimundstraße 1) | Raimundstraße 3 (Karte)                | um 1905/1910 (Doppelmietshaus) | Putzfassade, Stuckkehle, Holzpaneele und Terrazzo im Eingangsbereich, Doppelmietshaus mit Nummer 1, baugeschichtlich von Bedeutung | 09261742 |
|                                         | Mietshaus in geschlossener Bebauung | Raimundstraße 4 (Karte)                | um 1910 (Mietshaus) | Putzfassade, Haustür und bleiverglaste Treppenhausfenster, Stuckgliederung im Eingangsbereich, baugeschichtlich von Bedeutung | 09261743 |
|                                         | Mietshaus in geschlossener Bebauung | Raimundstraße 5 (Karte)                | um 1905 (Mietshaus) | Putzfassade, baugeschichtlich von Bedeutung | 09261744 |
|                                         | Mietshaus in geschlossener Bebauung | Raimundstraße 6 (Karte)                | um 1910 (Mietshaus) | mit Hausdurchgang, Putzfassade, Holzpaneele im Hausdurchgang, Treppenhausfenster mit Resten farbiger Bleiverglasung, baugeschichtlich von Bedeutung | 09261745 |
|                                         | Mietshaus in geschlossener Bebauung | Raimundstraße 7 (Karte)                | bezeichnet 1907 (Mietshaus) | Putz-Klinker-Fassade, Terrazzo sowie Stuckkehle und Art-Déco-Ausmalung im Eingangsbereich, baugeschichtlich von Bedeutung | 09261746 |
|                                         | Mietshaus in geschlossener Bebauung | Raimundstraße 8 (Karte)                | um 1910 (Mietshaus) | ehemals mit Laden, Putzfassade, Treppenhausfenster mit Resten farbiger Bleiverglasung, baugeschichtlich von Bedeutung | 09261747 |
|                                         | Mietshaus in geschlossener Bebauung | Raimundstraße 10 (Karte)               | um 1910 (Mietshaus) | mit Tordurchfahrt und Laden, Putzfassade, Windfangtür, bleiverglaste Treppenhausfenster, baugeschichtlich von Bedeutung | 09261748 |
|                                         | Mietshaus in geschlossener Bebauung | Raimundstraße 13 (Karte)               | um 1905 (Mietshaus) | Putzfassade mit Jugendstil-Dekoration, Terrazzo im Eingangsbereich, farbig verglaste Treppenhausfenster, baugeschichtlich von Bedeutung | 09261750 |
|                                         | Mietshaus in geschlossener Bebauung und Fabrikgebäude im Hof | Raimundstraße 14 (Karte)               | bezeichnet 1910 (Mietshaus), bezeichnet 1911 (Fabrikgebäude) | Vorderhaus mit Tordurchfahrt, Putzfassade, zwei Erker und Balkons, Reformstil-Architektur, baugeschichtlich von Bedeutung | 09261751 |
| Direkt Bild zu diesem Denkmal hochladen | Linienverzweigergehäuse für Telefonanschlüsse | Rietschelstraße (Karte)                | um 1925 (Linienverzweiger) | Linienverzweiger Leipziger Typ Nummer 2, technikgeschichtlich von Bedeutung, Seltenheits- und Dokumentationswert | 09264552 |
|                                         | Wohn- und Geschäftshaus in geschlossener Bebauung in Ecklage (bauliche Einheit mit Demmeringstraße 22), später Rathaus und Schulamt                                                       | Rietschelstraße 2 (Karte)              | 1906–1907 (Wohn- und Geschäftshaus) | Putzbau im Jugendstil, zahlreiche Erker, Architekt: Paul Möbius, siehe auch Demmeringstraße 22, künstlerisch, ortsgeschichtlich und baugeschichtlich von Bedeutung | 09261752 |
|                                         | Mietshaus in geschlossener Bebauung | Rietschelstraße 3 (Karte)              | um 1885 (Mietshaus) | ehemals mit Laden, historistische Putzfassade, baugeschichtlich von Bedeutung | 09261753 |
|                                         | Mietshaus in geschlossener Bebauung | Rietschelstraße 4 (Karte)              | um 1890 (Mietshaus) | mit Hausdurchgang und Laden, reich gegliederte Putz-Klinker-Fassade, Holzpaneele und Stuck im Eingangsbereich, Ausmalung im Art-Déco, baugeschichtlich von Bedeutung | 09261754 |
|                                         | Mietshaus in halboffener Bebauung | Rietschelstraße 5 (Karte)              | um 1905 (Mietshaus) | Klinkerfassade, Stuckgliederung im Eingangsbereich, bleiverglaste Treppenhausfenster, Wandkacheln um 1920, baugeschichtlich von Bedeutung | 09261755 |
| Direkt Bild zu diesem Denkmal hochladen | Innenausstattung eines Mietshauses | Rietschelstraße 6 (Karte)              | 1886–1887 (Ausstattung) | original erhalten: Haustür, Windfangtür, Stuck im Eingangsbereich, Treppenhaus, Wohnungstüren, Treppenhausfenster mit geätzter Verglasung, Fußbodenfliesen, Hof- und Kellertür, baugeschichtlich von Bedeutung | 09264551 |
|                                         | Mietshaus in geschlossener Bebauung | Rietschelstraße 7 (Karte)              | um 1905 (Mietshaus) | ehemals mit Laden, Klinkerfassade, Laden original, Stuck im Eingangsbereich, baugeschichtlich von Bedeutung | 09261756 |
|                                         | Mietshaus in geschlossener Bebauung | Rietschelstraße 9 (Karte)              | um 1905 (Mietshaus) | Klinkerfassade, Stuckkehle im Eingangsbereich, Treppenhausfenster mit vollständig erhaltener Bleiverglasung | 09261757 |
| Weitere Bilder                          | Pfarrhaus in offener Bebauung, mit Garten und Einfriedung | Rietschelstraße 10 (Karte)             | 1887–1888 (Pfarrhaus) | Klinkerfassade, baugeschichtlich von Bedeutung | 09261758 |
|                                         | Kirchgemeindehaus mit Garten und Einfriedung | Rietschelstraße 12 (Karte)             | 1927 (Gemeindehaus) | Putzfassade, schlichte Klinkergliederung, Gemeindesaal mit qualitätvoller Verglasung, baugeschichtlich von Bedeutung | 09261762 |
|                                         | Mietshaus in geschlossener Bebauung | Rietschelstraße 13 (Karte)             | um 1900 (Mietshaus) | Putzfassade, Stuck im Eingangsbereich, bleiverglaste Treppenhausfenster, baugeschichtlich von Bedeutung | 09261759 |
|                                         | Mietshaus in ehemals geschlossener Bebauung | Rietschelstraße 15 (Karte)             | um 1900 (Mietshaus) | Putzfassade, Schablonenmalerei im Treppenhaus, baugeschichtlich von Bedeutung | 09261760 |
|                                         | Mietshaus in offener Bebauung in Ecklage | Rietschelstraße 19 (Karte)             | 1902 (Mietshaus) | mit Eckladen, Putzfassade, flacher Eckerker und weiterer Erker, Reliefwandkacheln und Stuck im Eingangsbereich, im Stil des Späthistorismus, baugeschichtlich von Bedeutung | 09261763 |
|                                         | Mietshaus in halboffener Bebauung | Rietschelstraße 20 (Karte)             | um 1905 (Mietshaus) | Klinkerfassade, baugeschichtlich von Bedeutung | 09292222 |
|                                         | Einzeldenkmale der Sachgesamtheit Meyersche Häuser Lindenau (Obj. 09304694, Demmeringstraße 8–10): Mietshaus einer Wohnanlage                                                             | Rietschelstraße 22 (Karte)             | 1887–1898 (Mehrfamilienwohnhaus) | Teil einer geschlossenen Wohnanlage des sozialen Wohnungsbaus, Putzfassade mit Ziegelgliederung, baugeschichtlich und sozialgeschichtlich von Bedeutung | 09261905 |
|                                         | Doppelmietshaus (mit Friesenstraße 11) in offener Bebauung in Ecklage, mit seitlicher Einfriedung                                                                                         | Rietschelstraße 27 (Karte)             | 1914–1915 (Mietshaus) | Putzfassade, Stuck im Eingangsbereich, Treppenhausfenster mit Bleiverglasung, Reformstil-Architektur, baugeschichtlich von Bedeutung Gut sechs Wochen später als das Nachbarhaus Friesenstraße 11 errichtete der Zimmermeister und Baugeschäftsinhaber Gustav Albrecht Heinichen im Eigenauftrag das dreigeschossige Mietshaus. Grundlage waren Zeichnungen des Lindenauer Architekten Karl Voigt. Am 13. Juni 1914 Erteilung der Baugenehmigung, Schlußabnahme am 29. Januar 1915. Ein Kopfbogen aus dem Jahr 1938 zeigt die Rietschelstraße 27 als Firmenanschrift des Baugeschäftes Albrecht Heinichen & Söhne, 1939 Genehmigung für drei Garagen auf dem Grundstück (Baumeister Rudolf Heinichen). Durch zwei große, über beide obere Geschosse reichende und in der Dachzone zusammen gefasste zweiachsige Erker wird eine beinahe monumentale Wirkung der nur mit wenigen Putz- und Kunststeingliederungen versehenen Putzfassade im Reformstil erreicht, ein zweiachsiger Erker zur Friesenstraße. Das Haustürportal mit eingestellten Halbsäulen, das Dachhaus ehemals mit zum Heimatstil weisenden hölzernen Klappläden. Ursprünglich einheitliche Einfriedung mit den Nachbargrundstücken. 1993 Bauantrag für Sanierung und Modernisierung durch Investor Hans Ferian Immobilien Leipzig und die Weidleplan Consulting GmbH Leipzig (Planung). Über dem Eingang eine Portalplastik: zwei lagernde Kinder rahmen eine Kartusche. Im Innern überrascht ein großzügiges Entrée mit zeittypischer Ausstattung, u. a. zwei in Leipzig nirgendwo sonst zu findenden großformatigen Wandfliesen mit Schiffsdarstellungen. LfD/2007 | 09261764 |
|                                         | Doppelmietshaus in offener Bebauung, mit seitlicher Einfriedung | Rietschelstraße 29; 31 (Karte)         | um 1925 (Doppelmietshaus) | Putzfassade, Balkons, Klinkergliederung der Eingänge, Stuckkehle im Eingangsbereich, Terrakottareliefs, Bleiglasfenster, Anklänge an den Art-Déco-Stil, baugeschichtlich von Bedeutung | 09261766 |
|                                         | Doppelmietshaus in offener Bebauung, mit seitlicher Einfriedung | Rietschelstraße 33; 35 (Karte)         | 1927–1929 (Doppelmietshaus) | Putzfassade, Balkons, Klinkergliederung der Eingänge, bleiverglaste Treppenhausfenster mit Glasmalerei, typische Architektur der 1920er Jahre, baugeschichtlich von Bedeutung Erste Pläne zeichnete Architekt und Baumeister Erich Heisen für die Leipziger Westend-Baugesellschaft im Oktober 1927, neue Pläne legte gut sechs Wochen später Rudolf Heinichen vor. Dieser fungierte zudem als Bauherr, übernahm selbst auch Bauleitung und die statischen Berechnungen, für welche ferner der Bauingenieur Karl Reinhardt hinzugezogen wurde. Zwischen Mai und November 1929 gelangte das Vorhaben zur Ausführung, wohl durch das Baugeschäft von Albrecht Heinichen. In jeder Etage kamen in jeder Haushälfte zwei Wohnungen zur Einrichtung mit Austritt und innenliegendem Bad/Klosett, das Dachgeschoss sollte je eine Wohneinheit erhalten. Vom Sommer 1929 datiert der Antrag für Garagen sowie die Einfriedung, in den Jahren 1996–1998 liefen Sanierungs- und Modernisierungsarbeiten nach Vorlagen der Architekten und Ingenieure Wirz, Kunkel & Partner. Das Doppelmietshaus steht frei, besitzt eine Putzfassade und eine prägende Verblendung mit Eisenklinkern im Sockel- und teilweise auch im Erdgeschossbereich. Hervorgehoben erscheinen die Rahmungen der beiden zweiflügligen Hauseingangstüren sowie die straßenseitigen Loggien-Balkone. Ein deutlicherer Einfluss des Art-Decó auf die Fassadenarchitektur zeigt das architektonisch artverwandte Doppelhaus Rietschelstraße 29/31. Gemeinsam mit dem benachbarten Wohngebäude 29/31 besitzt das Haus einen baugeschichtlichen Wert als architektonisch bemerkenswertem Zeugnis der Baukultur der 1920er Jahre in Lindenau. LfD/2014, 2016 | 09261767 |
|                                         | Doppelmietshaus (mit Uhlandstraße 1) in offener Bebauung in Ecklage, mit seitlicher Einfriedung                                                                                           | Rietschelstraße 37 (Karte)             | um 1910 (Doppelmietshaus) | Putzfassade, Erker, Terrazzo mit Mosaik im Eingangsbereich, bleiverglaste Treppenhausfenster, baugeschichtlich von Bedeutung | 09261770 |
|                                         | Dreifachmietshaus (Rietschelstraße 39 und Uhlandstraße 2/4) in offener Bebauung | Rietschelstraße 39 (Karte)             | 1936–1938 (Mietshaus) | Putzfassade, Wohnhausbau im Heimatstil, baugeschichtlich von Bedeutung Die Architekten Bock & Paatzsch aus Leipzig entwarfen die Häusergruppe für den Bauinitiator Valentin Franke aus Dornburg/Saale Ende 1936, reichten im März des Folgejahres Tekturen ein und betreuten die Unternehmung leitend bis zur Fertigstellung zu Jahresbeginn 1938. Statische Berechnungen steuerten Franz Mosenthin und für das Dach der Baumeister Paul Grafe bei, die Ausführungsarbeiten lagen in Händen von Baumeister Arthur Seifert. Zwischenzeitlich lag das Grundstück in kommunaler Verwaltung, der Abgang aus dem Bestand der Leipziger Wohnungs- und Baugesellschaft mbH notiert zum 31. Mai 1996. Es entstanden drei Wohngebäude mit insgesamt 21 Kleinstwohnungen mit innenliegendem Bad/WC und jeweils als Zweispänner konzipiert. Eine ähnliche Hausgruppe steht in Leipzig-Connewitz, Ecke Eckstein- und Zwenkauer Straße. Schlichte Putzfassaden charakterisieren das Erscheinungsbild, der Klinkersockel war unverputzt gedacht. Das ziegelgedeckte Dach zeigen einen wirkungsvollen Abschluss der dreigeschossigen Bauten. Betont erscheint jeweils die elegante Mittelachse, die, Hauseingang und Treppenhaus aufnehmend, schwach als Risalit ausgebildet ist. Erhalten sind zumindest Teile der einfachen, zeittypischen Ausstattung, so unter anderem die Hauseingangstüren. LfD/2014, 2015 | 09261769 |
|                                         | Mietshaus in halboffener Bebauung (bauliche Einheit mit Nr. 43), mit seitlicher Einfriedung                                                                                               | Rietschelstraße 41 (Karte)             | um 1910 (Mietshaus) | Putzfassade, Ziegelsockel, Erker, Bleiglasfenster im Treppenhaus, Reformstil-Architektur, baugeschichtlich von Bedeutung | 09298625 |
|                                         | Mietshaus in halboffener Bebauung (bauliche Einheit mit Nr. 41) | Rietschelstraße 43 (Karte)             | um 1910 (Mietshaus) | Putzfassade, Ziegelsockel, Erker, Fachwerk-Elemente, Reformstil-Architektur, baugeschichtlich von Bedeutung | 09298626 |
|                                         | Mietshaus in halboffener Bebauung (bauliche Einheit mit Nr. 47) | Rietschelstraße 45 (Karte)             | um 1915 (Mietshaus) | Putzfassade, Erker, eiserne Kellerschranke, Bleiglasfenster, originale Flurlampe und Rollbilder im Treppenhaus, Reformstil-Architektur, baugeschichtlich von Bedeutung | 09298627 |
|                                         | Mietshaus in halboffener Bebauung (bauliche Einheit mit Nr. 45), mit seitlicher Einfriedung                                                                                               | Rietschelstraße 47 (Karte)             | um 1915 (Mietshaus) | Putzfassade, Eckerker, Rundtonne und Stuckreliefs im Eingangsbereich, originale Flurlampe, Reformstil-Architektur, baugeschichtlich von Bedeutung | 09298628 |
|                                         | Mietshaus in offener Bebauung, mit seitlicher Einfriedung | Rietschelstraße 49 (Karte)             | um 1915 (Mietshaus) | Putzfassade, breiter Mittelerker, Marmorsockel sowie Stuckgliederung und Stuckreliefs im Eingangsbereich, Windfangtür, Wohnungstüren mit Supraporten, Reformstil-Architektur, baugeschichtlich von Bedeutung | 09298629 |
|                                         | Doppelmietshaus in offener Bebauung, mit Wegepflasterung und seitlicher Einfriedung | Rietschelstraße 51; 53 (Karte)         | um 1907 (Doppelmietshaus) | Putzfassade, zwei Erker, Reformstil-Architektur, baugeschichtlich von Bedeutung | 09298630 |
|                                         | Doppelmietshaus (mit Hempelstraße 8) in offener Bebauung in Ecklage | Rietschelstraße 55 (Karte)             | 1909–1911 (Doppelmietshaus) | Putzfassade, Eckerker, Reformstil-Architektur, baugeschichtlich von Bedeutung Errichtung des freistehenden, großzügig wirkenden Doppelhauses in Ecklage durch Maurermeister Otto Unger im Eigenauftrag nach Entwurf des Lindenauer Architekten Karl Voigt. Bauantrag vom 25. September 1909, Nachreichung von Tekturen im Dezember und Ausführung bis März 1911. Langer Streit um eine zweite Dachgeschosswohnung, die im Juli 1914 bezogen werden durfte. Ab 1919 im Besitz von Baumeister Bruno Castner, später zeitweise Verwaltung durch VEB GWL. Die axialsymmetrische, verputzte Fassade mit großem Zwerchhaus, Erker an der verbrochenen Ecke sowie einer zurückhaltenden Gestaltung durch Putzgliederung und wenige Kunststeinformteile. Hofseite mit den Hauszugängen und großzügigen Holzbalkonen. In jedem Aufgang pro Etage zwei Wohnungen mit Bad/WC, geplant ehemals die Unterbringung der beiden Waschküchen jeweils im Dachgeschoss. Ausstattung weitgehend erhalten, die 1910 zur Genehmigung eingereichte Einfriedung nicht mehr original erhalten. Sanierung zwischen 1997 und 2000. LfD/2009 | 09302595 |
|                                         | Doppelmietshaus (Anschrift: Hempelstraße 11 und Rietschelstraße 57) in offener Bebauung in Ecklage                                                                                        | Rietschelstraße 57 (Karte)             | um 1925 (Doppelmietshaus) | Putzfassade, im Stil der 1920er Jahre, baugeschichtlich von Bedeutung | 09298631 |
|                                         | Mietshaus in geschlossener Bebauung | Rinckartstraße 2 (Karte)               | um 1900 (Mietshaus) | Klinkerfassade, baugeschichtlich von Bedeutung | 09298594 |
|                                         | Mietshaus in geschlossener Bebauung | Rinckartstraße 3 (Karte)               | um 1905 (Mietshaus) | mit Tordurchfahrt, Klinkerfassade, baugeschichtlich von Bedeutung | 09298599 |
|                                         | Mietshaus in geschlossener Bebauung | Rinckartstraße 4 (Karte)               | um 1900 (Mietshaus) | Klinkerfassade, Stuckkehle im Eingangsbereich, Windfangtür, baugeschichtlich von Bedeutung | 09298593 |
|                                         | Mietshaus in geschlossener Bebauung | Rinckartstraße 5 (Karte)               | um 1905 (Mietshaus) | mit Tordurchfahrt, Klinkerfassade, baugeschichtlich von Bedeutung | 09298598 |
|                                         | Mietshaus in geschlossener Bebauung | Rinckartstraße 6 (Karte)               | um 1900 (Mietshaus) | Klinkerfassade, Holzpaneele und Stuckkehle im Eingangsbereich, Windfangtür, baugeschichtlich von Bedeutung | 09298592 |
|                                         | Mietshaus in geschlossener Bebauung | Rinckartstraße 8 (Karte)               | um 1900 (Mietshaus) | mit Hausdurchgang, Klinkerfassade, Stuck im Eingangsbereich, baugeschichtlich von Bedeutung | 09298591 |
|                                         | Mietshaus in geschlossener Bebauung | Rinckartstraße 10 (Karte)              | um 1900 (Mietshaus) | Klinkerfassade, Holzpaneele und Stuckkehle im Eingangsbereich, Windfangtür, baugeschichtlich von Bedeutung | 09298590 |
|                                         | Mietshaus in geschlossener Bebauung | Rinckartstraße 11 (Karte)              | bezeichnet 1906 (Mietshaus) | Putz-Klinker-Fassade, baugeschichtlich von Bedeutung | 09298597 |
|                                         | Mietshaus in geschlossener Bebauung | Rinckartstraße 12 (Karte)              | um 1900 (Mietshaus) | Klinkerfassade, Stuckkehle im Eingangsbereich, Windfangtür, Wohnungstüren mit Supraporten, baugeschichtlich von Bedeutung | 09298589 |
|                                         | Mietshaus in geschlossener Bebauung | Rinckartstraße 14 (Karte)              | um 1900 (Mietshaus) | Klinkerfassade, Holzpaneele und Stuckkehle im Eingangsbereich, baugeschichtlich von Bedeutung | 09298588 |
| Direkt Bild zu diesem Denkmal hochladen | Doppelmietshaus (Demmeringstraße 78d und Röntgenstraße 1) in geschlossener Bebauung | Röntgenstraße 1 (Karte)                | um 1895 (Doppelmietshaus) | ehemals mit Eckgaststätte, Putzfassade, Holzpaneele und Stuck im Eingangsbereich, baugeschichtlich von Bedeutung | 09261773 |
| Direkt Bild zu diesem Denkmal hochladen | Mietshaus in halboffener Bebauung | Röntgenstraße 6 (Karte)                | um 1907 (Mietshaus) | Putzfassade, Stuck im Eingangsbereich, baugeschichtlich von Bedeutung | 09262704 |
| Direkt Bild zu diesem Denkmal hochladen | Mietshaus in geschlossener Bebauung | Röntgenstraße 7 (Karte)                | um 1885 (Mietshaus) | mit Tordurchfahrt, reich dekorierte Putzfassade, Schablonenmalerei im Treppenhaus, baugeschichtlich von Bedeutung | 09261774 |
| Direkt Bild zu diesem Denkmal hochladen | Doppelmietshaus in geschlossener Bebauung | Röntgenstraße 8; 10 (Karte)            | 1903–1905 (Doppelmietshaus) | Putzfassade mit zeittypischer Putzgliederung, baugeschichtlich von Bedeutung | 09298731 |
| Direkt Bild zu diesem Denkmal hochladen | Mietshaus in halboffener Bebauung und zwei Hofgebäude | Röntgenstraße 11 (Karte)               | 1900–1901 (Mietshaus), 1900–1901 (Hinterhaus), 1925 (Nebengebäude)                                                                                                | Vorderhaus mit Tordurchfahrt, Putzfassade, Haustore original, ortsteiltypischer Mietshausbau im Übergang von der Gründerzeit zum Jugendstil, im Hof Rauchwaren-Zurichterei, Bedeutung für die Stadtteilentwicklung, baugeschichtlicher Wert Keine Umsetzung erfuhr ein erstes Bauvorhaben 1897 durch Robert Geissler aus Leipzig-Schönefeld, ausgeführt wurden Pläne des und durch den Architekten Josef Müller im Auftrag von Zimmerpolier Wilhelm Scheerbaum. Das im September 1900 beantragte Vorhaben wurde im März des Folgejahres abgeschlossen und zwei Monate später auch das zweigeschossige Hintergebäude fertig gestellt. Im Jahr 1906 ist die Rauchwaren-Zurichterei Schlehahn & Co erwähnt, deren Inhaber ab 1920 auch im Besitz des Grundstückes sind. 1948–1949 erfolgten Wiederaufbau und Wiederaufstockung des kriegszerstörten Nebengebäudes. Im Jahr 2007 einfache Sanierung des Mietshauses. Das über nur drei Geschosse verfügende Vordergebäude mit Durchfahrt, einem in seiner architektonischen Wirkung beeinträchtigten Seitenrisalit, Putzfassade und sehr störendem Dachhaus. Bemerkenswert die ungewöhnlichen Fensterrahmungen der beiden Obergeschosse, die sich scheinbar weder der ausklingenden Gründerzeit noch dem in Mode gekommenen Jugendstil zuordnen lassen möchten. Laut Planungen zwei Wohnungen je Etage und die Toiletten auf der halben Treppe. Bauhistorischer und ortsteilgeschichtlicher Wert. LfD/2010, 2011 | 09261777 |
| Direkt Bild zu diesem Denkmal hochladen | Mietshaushälfte eines Doppelmietshauses in geschlossener Bebauung | Röntgenstraße 12 (Karte)               | 1905–1906 (Mietshaus) | Klinkerfassade, Fachwerkgiebel, Nummer 12 bildet Doppelmietshaus mit Nummer 14, baugeschichtlich von Bedeutung | 09299647 |
|                                         | Mietshaus in halboffener Bebauung in Ecklage | Röntgenstraße 13 (Karte)               | um 1895 (Mietshaus) | mit Eckladen, Klinkerfassade, Stuck und Holzpaneele im Eingangsbereich, dreieckiges Treppenauge, baugeschichtlich von Bedeutung | 09261778 |
|                                         | Mietshaus in halboffener Bebauung (bauliche Einheit mit Nr. 18) | Röntgenstraße 16 (Karte)               | um 1898 (Mietshaus) | Klinkerfassade, Windfangtür, baugeschichtlich von Bedeutung | 09261779 |
|                                         | Mietshaus in geschlossener Bebauung (bauliche Einheit mit Nr. 16) | Röntgenstraße 18 (Karte)               | um 1898 (Mietshaus) | Klinkerfassade, Windfangtür, baugeschichtlich von Bedeutung | 09261780 |
|                                         | Mietshaus in halboffener Bebauung | Röntgenstraße 22 (Karte)               | um 1905 (Mietshaus) | Klinkerfassade, baugeschichtlich von Bedeutung | 09261781 |
|                                         | Mietshaus in halboffener Bebauung | Rosenmüllerstraße 1 (Karte)            | um 1900 (Mietshaus) | Klinkerfassade, Stuckkehle im Eingangsbereich, baugeschichtlich von Bedeutung | 09298489 |
|                                         | Mietshaus in geschlossener Bebauung | Rosenmüllerstraße 3 (Karte)            | um 1900 (Mietshaus) | Klinkerfassade, baugeschichtlich von Bedeutung | 09298491 |
|                                         | Mietshaus in halboffener Bebauung | Rosenmüllerstraße 5 (Karte)            | 1899–1900 (Mietshaus) | Klinkerfassade, baugeschichtlich von Bedeutung Das bis 2012 in halboffener Bebauung stehende Mietshaus entstand zwischen Juni 1899 und August des folgenden Jahres durch die in Leutzsch ansässigen Bauunternehmer Schilling und Hädrich, im Hof zudem ein Waschküchengebäude. Wenig später sollte auf dem Grundstück ein Werkstellengebäude errichtet werden, 1912 eine Hofüberdachung, 1913 ein neuer Schuppenbau und 1926 durch den Grundstückseigentümer, den Glasermeister Franz Albert Köppe, ein Gebäude mit Büro, Glaskammer und Autogarage. In den Jahren 1996/1997 erfolgte der Dachgeschossumbau zu Wohnzwecken, einhergehend mit Sanierungsarbeiten. Zwischen einen hellen Klinkersockel und mit roten Blendern verkleidete Obergeschosse ist ein genutetes Parterre gespannt. Zudem zeigt die Fassade reichen Historismusstuck in den Feldern über den Fenstern der beiden mittleren Etagen und eine markante Traufzone mit Konsolen sowie einer Kymation- und Zahnschnittleiste. Rückwärtiger Hauszugang und Hofraum werden über eine Durchfahrt erschlossen. In einer jeden Etage kamen zwei verschieden große Wohnungen zur Einrichtung: am mittigen Corridor lagen Küche, Stube und eine, in der zweiten Wohnung zwei Kammern. Mit dem Haus Nummer 5 endet die gründerzeitlich-historistische Bebauungsstruktur in der Straße. 2011/2012 wurde an den Giebel eine Stadthauszeile (Nummer 7–17, Anhöck & Kellner Massivhaus GmbH) fast ohne jegliche Rücksicht auf die Bestandsbebauung angefügt, die im straßenseitigen Erscheinungsbild den Charme eines Industrie-Verwaltungsgebäudes versprüht. Der Historischmusbau Rosenmüllerstraße 5 besitzt eine weitgehend erhaltene Ausstattung und eine recht prachtvolle Schaufassade, es ist ein baugeschichtlicher Wert zu konstatieren. LfD/2019                                                                 | 09298486 |
|                                         | Mietshaus in halboffener Bebauung | Rosenmüllerstraße 14 (Karte)           | um 1905 (Mietshaus) | Klinkerfassade, Stuckkehle im Eingangsbereich, baugeschichtlich von Bedeutung | 09298488 |
|                                         | Mietshaus in geschlossener Bebauung in Ecklage | Rosenmüllerstraße 16 (Karte)           | um 1905 (Mietshaus) | Putzfassade, Stuckkehle im Eingangsbereich, eiserne Kellerschranke, Ätzglas im Treppenhaus, baugeschichtlich von Bedeutung | 09298487 |
| Weitere Bilder                          | Nathanaelkirche: Kirche (mit Ausstattung) und Einfriedungsmauern an Nathanaelstraße und Rietschelstraße                                                                                   | Roßmarktstraße (Karte)                 | 1881–1884 (Kirche), 1887, Buntglasfenster im Chor (Kirchenfenster), 1884, Seitenfenster (Kirchenfenster), 1881–1884 (Altar), um 1500 (Hl. Barbara, Hl. Katharina) | Ziegelfassade mit reicher Klinkergliederung über Feldsteinsockel, bemerkenswerte Bleiglasfenster mit Glasmalerei, im Stil der Neogotik, Architekt: August Hartel mit Constantin Lipsius, Ausstattung mit bedeutender Orgel von Richard Kreutzbach (erste vollpneumatische Orgel in Sachsen), kunsthistorisch und baugeschichtlich von Bedeutung | 09261903 |
|                                         | Mietshaus in geschlossener Bebauung | Roßmarktstraße 1 (Karte)               | um 1910 (Mietshaus) | Putzfassade, zwischen Jugendstil und Reformstil, baugeschichtlich von Bedeutung | 09261783 |
|                                         | Mietshaus in geschlossener Bebauung | Roßmarktstraße 1a (Karte)              | um 1910 (Mietshaus) | Putzfassade, Terrazzo und Putzgliederung im Eingangsbereich, Treppenhausfenster mit Resten farbiger Bleiverglasung, baugeschichtlich von Bedeutung | 09261784 |
|                                         | Mietshaus in geschlossener Bebauung | Roßmarktstraße 2 (Karte)               | um 1903 (Mietshaus) | Klinker-Putz-Fassade, Stuckkehle im Eingangsbereich, handwerklich qualitätvoll gearbeitete Haustür, baugeschichtlich von Bedeutung, | 09261785 |
|                                         | Mietshaus in geschlossener Bebauung in Ecklage | Roßmarktstraße 3 (Karte)               | um 1910 (Mietshaus) | Klinkerfassade, fünfeckiges Treppenauge, Stuck und farbige Verblendziegel im Eingangsbereich, baugeschichtlich von Bedeutung | 09261786 |
|                                         | Mietshaus in geschlossener Bebauung in Ecklage | Roßmarktstraße 4 (Karte)               | um 1905 (Mietshaus) | mit Eckladen, Putzfassade, wertvolle Innenausstattung, Marmorwandverkleidung im Eingangsbereich, Treppenhausauge, baugeschichtlich von Bedeutung | 09292067 |
| Direkt Bild zu diesem Denkmal hochladen | Einzeldenkmale der Sachgesamtheit Meyersche Häuser Lindenau (Obj. 09304694, Demmeringstraße 8–10): Zwei Mietshäuser einer Wohnanlage sowie Einfriedung und Toreinfahrt                    | Roßmarktstraße 5; 7 (Karte)            | 1887–1898 (Mehrfamilienwohnhaus) | Teil einer geschlossenen Wohnanlage des sozialen Wohnungsbaus, Putzfassade mit Ziegelgliederung, baugeschichtlich und sozialgeschichtlich von Bedeutung | 09261908 |
|                                         | Einzeldenkmal der Sachgesamtheit Meyersche Häuser Lindenau (Obj. 09304694, Demmeringstraße 8–10): Kindergarten einer Wohnanlage sowie seitliche Einfriedung                               | Roßmarktstraße 6 (Karte)               | um 1900 (Kindergarten) | Teil einer geschlossenen Wohnanlage des sozialen Wohnungsbaus, Klinkergebäude, gehört zu den Meyerschen Häusern, sozialgeschichtlich und baugeschichtlich von Bedeutung | 09261787 |
|                                         | Einzeldenkmale der Sachgesamtheit Meyersche Häuser Lindenau (Obj. 09304694, Demmeringstraße 8–10): ehemalige Waschanstalt und Verwaltungsbau einer Wohnanlage sowie seitliche Toreinfahrt | Roßmarktstraße 8; 8a (Karte)           | um 1900 (Verwaltungsgebäude) | Teil einer geschlossenen Wohnanlage des sozialen Wohnungsbaus, Klinkergebäude, gehört zu den Anlagen der Meyerschen Häusern, baugeschichtlich und sozialgeschichtlich von Bedeutung | 09261788 |
| Direkt Bild zu diesem Denkmal hochladen | Mietshaus in geschlossener Bebauung in Ecklage | Roßmarktstraße 9 (Karte)               | um 1910 (Mietshaus) | ehemals mit Eckkneipe, Putzfassade, teilweise bleiverglaste Fenster, Ausmalung im Art-Déco-Stil, Reliefwandkacheln | 09261789 |
|                                         | Mietshaus in geschlossener Bebauung in Ecklage | Roßmarktstraße 10 (Karte)              | um 1910 (Mietshaus) | ehemals mit Eckladen, Klinkerfassade, Windfangtür, eiserne Kellerschranke, baugeschichtlich von Bedeutung | 09261790 |
|                                         | Mietshaus in halboffener Bebauung | Roßmarktstraße 11 (Karte)              | um 1905 (Mietshaus) | mit Tordurchfahrt, Klinkerfassade, Kastenerker, Windfangtür mit geätzter Verglasung, baugeschichtlich von Bedeutung | 09261791 |
|                                         | Mietshaus in halboffener Bebauung | Roßmarktstraße 12 (Karte)              | um 1910 (Mietshaus) | Klinkerfassade, Windfangtür, baugeschichtlich von Bedeutung | 09261792 |
|                                         | Mietshaus in halboffener Bebauung | Roßmarktstraße 18 (Karte)              | 1891–1895 (Mietshaus) | Mietshaus ehemals mit Laden, historistische Putzfassade mit Stuck- und Kunststeingliederung, baugeschichtlich von Bedeutung An einer noch heute eindrucksvoll sichtbaren Nahtstelle zwischen geschlossener Mietshauszeilenbebauung und einem Rest der vorangegangenen Strukturen bäuerlicher Wirtschaften steht das 1893–1895 erbaute Wohngebäude. Ein Bauvorhaben von Ferdinand Schmidt und Baumeister Karl Richard Petzold 1891 war nicht zur Ausführung gekommen. Nunmehr stehen die verheiratet Johanna Susanne Keil als Unternehmerin und Architekt Otto Lehmann in den Akten. Beteiligt war zudem Zimmermeister Friedrich Gustav Keil, für die Ausführung unterzeichnete Schichtholz. Im Jahr 1910 erfolgten die Umnutzung der Durchfahrt zu Wohnraum und der Einbau eines neuen Hauszugangs (Hugo Lange und Architekt R. Rammner), 1929 Einbau eines Malerateliers unterm Dach. Renovierung, Dachgeschossausbau und eine Veränderung der Wohnungsgrundrisse datieren in die Jahre 1996/1997. Hierbei nahm die ASB Altbau SanierungsBauträger GmbH den Architekten Otto von Kotzebue aus Rosenheim unter Vertrag. Zwei doppelachsige Seitenrisalite rahmen die anspruchsvolle Historismusfassade, deren verputzte Flächen durch Stuckdekor, Kunststeinfensterrahmungen und Kunststeingesimse gegliedert werden. Zusätzliche Wirkung besitzt das Gebäude durch den Zwillingshauscharakter mit Nummer 20 und die Lage in unmittelbarer Nähe zur Lindenauer Nathanaelkirche. Baugeschichtlicher, stadtbildprägender und ortsentwicklungsgeschichtlicher Wert. LfD/2013, 2014 | 09261793 |
|                                         | Fassade eines Mietshauses in geschlossener Bebauung | Roßmarktstraße 19 (Karte)              | um 1870 (Fassade) | mit Tordurchfahrt, Klinkerfassade, Haustor original, baugeschichtlich von Bedeutung | 09261794 |
|                                         | Mietshaus in halboffener Bebauung | Roßmarktstraße 20 (Karte)              | um 1895 (Mietshaus) | mit Tordurchfahrt, Putzfassade, baugeschichtlich von Bedeutung | 09261795 |
|                                         | Mietshaus in halboffener Bebauung | Roßmarktstraße 21 (Karte)              | bezeichnet 1860 (Mietshaus) | mit Tordurchfahrt, Putzfassade, Stufen zum Treppenhaus aus Sandstein, baugeschichtlich von Bedeutung | 09261796 |
|                                         | Mietshaus in geschlossener Bebauung | Roßmarktstraße 22 (Karte)              | um 1880 (Mietshaus) | ehemals mit Laden, Putzfassade, Schablonenmalerei im Eingangsbereich, farbig geätzte Treppenhausfenster, baugeschichtlich von Bedeutung | 09297678 |
|                                         | Mietshaus in ehemals geschlossener Bebauung | Roßmarktstraße 24 (Karte)              | um 1907 (Mietshaus) | mit Hausdurchgang und Laden, Klinkerfassade, Stuckkehle im Hausdurchgang, baugeschichtlich von Bedeutung | 09297780 |
|                                         | Mietshaus in geschlossener Bebauung in Ecklage | Roßmarktstraße 25 (Karte)              | bezeichnet 1877 (Mietshaus) | mit Tordurchfahrt, Putzfassade, markanter und straßenbildprägender Eckerker, Stuckkehle in der Tordurchfahrt, baugeschichtlich von Bedeutung | 09261797 |
|                                         | Mietshaus in geschlossener Bebauung | Roßmarktstraße 27 (Karte)              | um 1880 (Mietshaus) | Putzfassade, baugeschichtlich von Bedeutung | 09261798 |
|                                         | Mietshaus in halboffener Bebauung sowie Pflasterung der Tordurchfahrt | Roßmarktstraße 30 (Karte)              | um 1910 (Mietshaus) | Vorderhaus mit Tordurchfahrt, Klinkerfassade mit Fachwerkelementen, bleiverglaste Treppenhausfenster, baugeschichtlich von Bedeutung | 09261799 |
|                                         | Mietshaus in halboffener Bebauung | Spittastraße 1 (Karte)                 | um 1890 (Mietshaus) | Klinkerfassade, Wandkacheln um 1920, baugeschichtlich von Bedeutung | 09261825 |
|                                         | Mietshaus in halboffener Bebauung in Ecklage (bauliche Einheit mit Georgplatz 1), mit seitlicher Toreinfahrt                                                                              | Spittastraße 3 (Karte)                 | um 1890 (Mietshaus) | Klinkerfassade, Eckbetonung mit Erker, baugeschichtlich von Bedeutung | 09261826 |
|                                         | Mietshaus in halboffener Bebauung in Ecklage | Spittastraße 5a; 5b (Karte)            | um 1890 (Mietshaus) | Klinkerfassade, ähnliche Gestaltung wie Georgplatz 4, baugeschichtlich von Bedeutung | 09261827 |
|                                         | Wohnhaus in offener Bebauung, später Kindergarten, mit seitlicher Einfriedung | Spittastraße 7 (Karte)                 | 1876 (Wohnhaus) | 1918 umgestaltet vom jüdischen Verein für Familien- und Volkserziehung Leipzig als Kinderhort, benannt nach der Frauenrechtlerin Henriette Goldschmidt, historistische Putzfassade, Einfriedung um 1910, baugeschichtlich und ortsgeschichtlich von Bedeutung | 09261828 |
|                                         | Mietshaus in halboffener Bebauung | Spittastraße 12 (Karte)                | um 1890 (Mietshaus) | mit Laden, Klinkerfassade, Ladenfront original, baugeschichtlich von Bedeutung | 09261829 |
|                                         | Mietshaus in halboffener Bebauung, mit seitlicher Wegepflasterung | Spittastraße 13 (Karte)                | um 1900 (Mietshaus) | Putzfassade, baugeschichtlich von Bedeutung | 09298690 |
|                                         | Mietshaus in halboffener Bebauung | Spittastraße 14 (Karte)                | um 1890 (Mietshaus) | mit Laden, Klinkerfassade, baugeschichtlich von Bedeutung | 09261830 |
|                                         | Mietshaus in halboffener Bebauung in Ecklage | Spittastraße 16 (Karte)                | um 1900 (Mietshaus) | mit Eckladen und Laden, Putzfassade, baugeschichtlich von Bedeutung | 09298637 |
|                                         | Doppelmietshaus (mit Georg-Schwarze-Straße 37) in geschlossener Bebauung | Spittastraße 18 (Karte)                | um 1900 (Doppelmietshaus) | Klinkerfassade, bleiverglaste Treppenhausfenster, baugeschichtlich von Bedeutung | 09261315 |
|                                         | Mietshaus in halboffener Bebauung | Spittastraße 19 (Karte)                | um 1900 (Mietshaus) | Putzfassade, baugeschichtlich von Bedeutung | 09298691 |
|                                         | Mietshaus in halboffener Bebauung | Spittastraße 21 (Karte)                | um 1900 (Mietshaus) | Putzfassade, baugeschichtlich von Bedeutung | 09298692 |
|                                         | Mietshaus in halboffener Bebauung | Spittastraße 24 (Karte)                | um 1905 (Mietshaus) | ehemals mit Laden, Putz-Klinker-Fassade, geätzte Treppenhausfenster, bildet Doppelmietshaus mit Nummer 26, baugeschichtlich von Bedeutung | 09298685 |
| Weitere Bilder                          | Mietshaus in offener Bebauung in Ecklage | Spittastraße 27 (Karte)                | um 1900 (Mietshaus) | mit Eckladen, Putzfassade, geätzte Treppenhausfenster, baugeschichtlich von Bedeutung | 09298678 |
|                                         | Mietshaus in halboffener Bebauung (ehemals bauliche Einheit mit Nr. 28), mit seitlicher Toreinfahrt und Hofgebäude (mit Wäscherolle)                                                      | Spittastraße 30 (Karte)                | um 1900 (Mietshaus) | Klinkerfassade, baugeschichtlich von Bedeutung | 09298683 |
|                                         | Mietshaus in offener Bebauung in Ecklage | Spittastraße 32 (Karte)                | um 1900 (Mietshaus) | ehemals mit Eckladen, Klinkerfassade, baugeschichtlich von Bedeutung | 09298682 |
|                                         | Doppelmietshaus (mit Diakonissenstraße 1a) in halboffener Bebauung | Spittastraße 34 (Karte)                | um 1900 (Doppelmietshaus) | Klinkerfassade, baugeschichtlich von Bedeutung | 09298681 |
|                                         | Mietshaus in halboffener Bebauung | Spittastraße 36 (Karte)                | um 1895 (Mietshaus) | Klinkerfassade, baugeschichtlich von Bedeutung | 09300297 |
|                                         | Mietshaus in halboffener Bebauung | Spittastraße 38 (Karte)                | um 1900 (Mietshaus) | Klinkerfassade, eiserne Kellerschranke, baugeschichtlich von Bedeutung | 09298680 |
|                                         | Mietshaus in halboffener Bebauung | Spittastraße 40 (Karte)                | um 1900 (Mietshaus) | Putzfassade, baugeschichtlich von Bedeutung | 09298679 |
|                                         | Doppelmietshaus (Merseburger Straße 134 und Spittastraße 42) in halboffener Bebauung | Spittastraße 42 (Karte)                | um 1900 (Doppelmietshaus) | ehemals mit Eckladen, Putzfassade, Treppenhausfenster mit Resten geätzter Verglasung, baugeschichtlich von Bedeutung | 09261695 |
|                                         | Doppelmietshaus (mit Rietschelstraße 37) in offener Bebauung, mit seitlicher Einfriedung                                                                                                  | Uhlandstraße 1 (Karte)                 | um 1910 (Doppelmietshaus) | Putzfassade, bleiverglaste Treppenhausfenster, Terrazzo und Mosaik im Eingangsbereich, Reformstil-Architektur, baugeschichtlich von Bedeutung | 09261771 |
|                                         | Dreifachmietshaus (Rietschelstraße 39 und Uhlandstraße 2/4) in offener Bebauung | Uhlandstraße 2; 4 (Karte)              | 1936–1938 (Mietshaus) | Putzfassade, Wohnhausbau im Heimatstil, baugeschichtlich von Bedeutung Die Architekten Bock & Paatzsch aus Leipzig entwarfen die Häusergruppe für den Bauinitiator Valentin Franke aus Dornburg/Saale Ende 1936, reichten im März des Folgejahres Tekturen ein und betreuten die Unternehmung leitend bis zur Fertigstellung zu Jahresbeginn 1938. Statische Berechnungen steuerten Franz Mosenthin und für das Dach der Baumeister Paul Grafe bei, die Ausführungsarbeiten lagen in Händen von Baumeister Arthur Seifert. Zwischenzeitlich lag das Grundstück in kommunaler Verwaltung, der Abgang aus dem Bestand der Leipziger Wohnungs- und Baugesellschaft mbH notiert zum 31. Mai 1996. Es entstanden drei Wohngebäude mit insgesamt 21 Kleinstwohnungen mit innenliegendem Bad/WC und jeweils als Zweispänner konzipiert. Eine ähnliche Hausgruppe steht in Leipzig-Connewitz, Ecke Eckstein- und Zwenkauer Straße. Schlichte Putzfassaden charakterisieren das Erscheinungsbild, der Klinkersockel war unverputzt gedacht. Das ziegelgedeckte Dach zeigen einen wirkungsvollen Abschluss der dreigeschossigen Bauten. Betont erscheint jeweils die elegante Mittelachse, die, Hauseingang und Treppenhaus aufnehmend, schwach als Risalit ausgebildet ist. Erhalten sind zumindest Teile der einfachen, zeittypischen Ausstattung, so unter anderem die Hauseingangstüren. LfD/2014, 2015 | 09261769 |
|                                         | Mietshaus in offener Bebauung in Ecklage, mit Einfriedung, Toranlage und Vorgarten | Uhlandstraße 6 (Karte)                 | 1896–1897 (Mietshaus) | interessant gestaltete Putzfassade mit Ziegelgliederung und Fachwerk-Elementen, reich verzierte Wohnungstüren, baugeschichtlich von Bedeutung | 09261831 |
|                                         | Doppelmietshaus (mit William-Zipperer-Straße 50) in offener Bebauung | Uhlandstraße 7 (Karte)                 | um 1935 (Doppelmietshaus) | Putzfassade, bleiverglaste Treppenhausfenster, baugeschichtlich von Bedeutung | 09261878 |
| Weitere Bilder                          | Doppelmietshaus (mit William-Zipperer-Straße 52) in offener Bebauung, mit Einfriedung und Vorgarten                                                                                       | Uhlandstraße 8 (Karte)                 | um 1900 (Doppelmietshaus) | Putzfassade, Holzerker, Fachwerkgiebel, verglaste Treppenhausfenster, baugeschichtlich von Bedeutung, | 09261832 |
|                                         | Doppelmietshaus (mit William-Zipperer-Straße 45) in geschlossener Bebauung | Uhlandstraße 10 (Karte)                | bezeichnet 1903 (Doppelmietshaus) | Klinkerfassade, Stuckgliederung im Eingangsbereich, baugeschichtlich von Bedeutung | 09261833 |
|                                         | Mietshaus in geschlossener Bebauung | Uhlandstraße 12 (Karte)                | um 1902 (Mietshaus) | Putzfassade, Stuckgliederung im Eingangsbereich, baugeschichtlich von Bedeutung | 09264436 |
|                                         | Mietshaus in halboffener Bebauung und Hinterhaus | Uhlandstraße 14 (Karte)                | um 1900 (Mietshaus) | Vorderhaus mit Tordurchfahrt, Klinkerfassade, baugeschichtlich von Bedeutung | 09298634 |
| Weitere Bilder                          | Mietshaus in halboffener Bebauung, mit seitlicher Wegepflasterung | Uhlandstraße 19 (Karte)                | um 1900 (Mietshaus) | Klinkerfassade, baugeschichtlich von Bedeutung | 09298635 |
|                                         | Mietshaus in halboffener Bebauung und Hofpflasterung | Uhlandstraße 20 (Karte)                | um 1905 (Mietshaus) | mit Tordurchfahrt, Klinkerfassade, baugeschichtlich von Bedeutung | 09298633 |
|                                         | Mietshaus in geschlossener Bebauung | Uhlandstraße 22 (Karte)                | um 1905 (Mietshaus) | mit Tordurchfahrt, ehemals mit Laden, Klinkerfassade, baugeschichtlich von Bedeutung | 09261834 |
|                                         | Mietshaus in halboffener Bebauung | Uhlandstraße 23 (Karte)                | um 1900 (Mietshaus) | ehemals mit Laden, Putzfassade, baugeschichtlich von Bedeutung | 09298636 |
|                                         | Mietshaus in geschlossener Bebauung | Uhlandstraße 24 (Karte)                | um 1905 (Mietshaus) | mit Laden, Klinkerfassade, Stuckgliederung im Eingangsbereich, baugeschichtlich von Bedeutung | 09261835 |
|                                         | Doppelmietshaus (mit Georg-Schwarz-Straße 39) in offener Bebauung, mit seitlicher Toreinfahrt                                                                                             | Uhlandstraße 25 (Karte)                | um 1900 (Doppelmietshaus) | Klinkerfassade, baugeschichtlich von Bedeutung | 09261318 |
|                                         | Mietshaus in geschlossener Bebauung in Ecklage (bauliche Einheit mit Georg-Schwarz-Straße 30)                                                                                             | Uhlandstraße 26 (Karte)                | um 1895 (Mietshaus) | mit Tordurchfahrt, mit Eckladen und Laden, Putz-Klinker-Fassade, Stuck und Holzpaneele im Eingangsbereich, baugeschichtlich von Bedeutung | 09261836 |
|                                         | Mietshaus in halboffener Bebauung (bauliche Einheit mit Nr. 29) | Uhlandstraße 27 (Karte)                | um 1900 (Mietshaus) | Klinkerfassade, geätzte Fenster im Treppenhaus, baugeschichtlich von Bedeutung | 09298696 |
|                                         | Schule mit Turnhalle, Schulhof, Vorgarten und Einfriedung | Uhlandstraße 28 (Karte)                | um 1900 (Schule) | Putzfassade, baugeschichtlich von Bedeutung | 09261837 |
|                                         | Mietshaus in halboffener Bebauung (bauliche Einheit mit Nr. 27), mit Hofpflasterung und Hofgebäude                                                                                        | Uhlandstraße 29 (Karte)                | um 1900 (Mietshaus) | Klinkerfassade, geätzte Treppenhausfenster, baugeschichtlich von Bedeutung | 09298695 |
|                                         | Mietshaus in halboffener Bebauung | Uhlandstraße 31 (Karte)                | um 1900 (Mietshaus) | ehemals mit Laden, Klinkerfassade, Ätzglas im Treppenhaus, baugeschichtlich von Bedeutung | 09298694 |
|                                         | Mietshaus in halboffener Bebauung | Uhlandstraße 33 (Karte)                | um 1900 (Mietshaus) | Klinkerfassade, baugeschichtlich von Bedeutung | 09298693 |
|                                         | Mietshaus in halboffener Bebauung | Uhlandstraße 34 (Karte)                | nach 1900 (Mietshaus) | Putzfassade, Kellerfenstergitter, baugeschichtlich von Bedeutung | 09261839 |
|                                         | Doppelmietshaus in offener Bebauung, mit zwei seitlichen Toreinfahrten | Uhlandstraße 35; 37 (Karte)            | um 1900 (Doppelmietshaus) | Klinkerfassade, Reste von Schablonenmalerei, baugeschichtlich von Bedeutung | 09261840 |
|                                         | Mietshaus in halboffener Bebauung | Uhlandstraße 36 (Karte)                | um 1900 (Mietshaus) | Putzfassade, baugeschichtlich von Bedeutung | 09298702 |
|                                         | Mietshaus in halboffener Bebauung | Uhlandstraße 38 (Karte)                | um 1890 (Mietshaus) | Putzfassade, baugeschichtlich von Bedeutung | 09261300 |
|                                         | Mietshaus in halboffener Bebauung | Uhlandstraße 39 (Karte)                | um 1900 (Mietshaus) | Klinkerfassade, geätzte Treppenhausfenster, Kellerfenstergitter, baugeschichtlich von Bedeutung | 09298697 |
|                                         | Mietshaus in halboffener Bebauung | Uhlandstraße 40 (Karte)                | um 1890 (Mietshaus) | Klinkerfassade, baugeschichtlich von Bedeutung | 09261660 |
|                                         | Mietshaus in halboffener Bebauung | Uhlandstraße 41 (Karte)                | um 1900 (Mietshaus) | Klinkerfassade, Schablonenmalerei, baugeschichtlich von Bedeutung | 09298698 |
|                                         | Mietshauses in halboffener Bebauung, mit seitlicher Toreinfahrt | Uhlandstraße 43 (Karte)                | um 1900 (Mietshaus) | Werbeschrift am Eingang, Klinkerfassade, Haustür mit farbiger Verglasung, Stuckkehle im Eingangsbereich, baugeschichtlich von Bedeutung | 09261841 |
|                                         | Mietshaus in offener Bebauung | Uhlandstraße 45 (Karte)                | um 1900 (Mietshaus) | Klinkerfassade, baugeschichtlich von Bedeutung | 09298699 |
|                                         | Wohnhaus in offener Bebauung sowie Gewürzmühle und Nebengebäude, Hofpflasterung und Pflasterung der Straßenzufahrt                                                                        | Wasserstraße 2 (Karte)                 | 1864 (Wohnhaus) | Wohnhaus schlichter Putzbau, Nebengebäude in Ziegelbauweise, ortsgeschichtlich und wissenschaftlich von Bedeutung | 09292333 |
| Direkt Bild zu diesem Denkmal hochladen | Villa und angebautes Remisengebäude, mit Gartenanlage (mit Teich) und Allee der Zufahrtsstraße, Toreinfahrt und Gartenhaus                                                                | Wasserstraße 18 (Karte)                | um 1875, später überformt (Villa) | Putzbau mit Turm und Holzbalkon, baugeschichtlich, künstlerisch, ortsgeschichtlich und landschaftsgestaltend von Bedeutung | 09291184 |
|                                         | Mietshaus in halboffener Bebauung | Wielandstraße 1 (Karte)                | um 1895 (Mietshaus) | Klinkerfassade, baugeschichtlich von Bedeutung | 09261845 |
|                                         | Mietshaus in halboffener Bebauung, mit Hofgebäude | Wielandstraße 2 (Karte)                | 1899–1900 (Mietshaus), 1929, Rollengebäude (Nebengebäude) | Klinkerfassade, ehemaligem Rollengebäude im Hof, Dokument der Ortsteilentwicklungsgeschichte, städtebaulich von Interesse Wielandstraße 2, Lindenau, 09302771, Topographietext: Zum 14. Juni 1899 wurde der Bauantrag gestellt, Anfang März des Jahres 1900 das Gesuch zur Endabnahme. Der Schönefelder Bauunternehmer Reinhold Heinicke ließ das Wohnhaus in halboffener Bauweise nebst einem Waschhausgebäude errichten, zeitgleich zudem die Einfriedung. 1903 übernahm Gastwirt Ferdinand Karl Franz Krüger das Grundstück, 1904 der Verlagsbuchhändler Josef Mathias Petersmann, später Rauchwarenfärbermeister und Wäschereibesitzer Adolf Lippold, der 1930 bei einem unglücklichen Unfall im Wäscherollengebäude zu Tode kam. 1969 wurde die Baugenehmigung für den überdimensionierten Dachgeschossausbau ausgereicht, wobei einhergehend die Traufe eine Vereinfachung und das Parterre neuen Verputz erhielt (dieses Dachhaus wurde im Rahmen der späteren Sanierung wieder rückgebaut). Sichtklinkermauerwerk zeigen Sockel und die beiden Obergeschosse, gegliedert durch Kunstbetonformsteine, der Hauseingang erfolgt seitlich an der Giebelfront. Von Interesse ist die Wirkung von Haus und Grundstück im Bereich unmittelbar an der Georg-Schwarz-Straße und gegenüber einer öffentlichen Grünfläche. Eine historische Werbeinschrift und Teile der Ausstattung sind auch nach Sanierung in den Jahren 2014 bis 2018 und umfassendem Dachausbau erhalten, das Waschstellengebäude ist mit neuer Nutzung belegt. Der späte Historismusbau besitzt einen baugeschichtlichen Wert. LfD/2017, 2018 | 09302771 |
| Direkt Bild zu diesem Denkmal hochladen | Doppelmietshaus (mit Georg-Schwarz-Straße 41) in offener Bebauung in Ecklage | Wielandstraße 2a (Karte)               | um 1900 (Doppelmietshaus) | mit Laden, Klinkerfassade, Treppenhaus mit Schablonenmalerei, Treppenhausfenster mit Resten geätzter Verglasung, baugeschichtlich von Bedeutung | 09261846 |
|                                         | Mietshaus in halboffener Bebauung (bauliche Einheit mit Nr. 5) | Wielandstraße 3 (Karte)                | um 1895 (Mietshaus) | Klinkerfassade, Reste von Schablonenmalerei im Treppenhaus, baugeschichtlich von Bedeutung | 09261848 |
|                                         | Mietshaus in halboffener Bebauung (bauliche Einheit mit Nr. 3), mit Wegepflaster | Wielandstraße 5 (Karte)                | um 1895 (Mietshaus) | Klinkerfassade, baugeschichtlich von Bedeutung | 09261849 |
|                                         | Mietshaus in halboffener Bebauung | Wielandstraße 7 (Karte)                | um 1895 (Mietshaus) | Klinkerfassade, baugeschichtlich von Bedeutung | 09261850 |
|                                         | Mietshaus in halboffener Bebauung | Wielandstraße 9 (Karte)                | um 1895 (Mietshaus) | Klinkerfassade, rückseitig verschieferte Balkone, baugeschichtlich von Bedeutung, | 09261851 |
|                                         | Mietshaus in offener Bebauung in Ecklage | Wielandstraße 10 (Karte)               | bezeichnet 1899 (Mietshaus) | Klinkerfassade, prächtige Stuckgliederung im Eingangsbereich, geätzte Treppenhausfenster, baugeschichtlich von Bedeutung | 09261852 |
|                                         | Mietshaus in halboffener Bebauung | Wielandstraße 11 (Karte)               | um 1895 (Mietshaus) | Klinkerfassade, baugeschichtlich von Bedeutung | 09261853 |
|                                         | Mietshaus in offener Bebauung in Ecklage | Wielandstraße 12 (Karte)               | um 1900 (Mietshaus) | Klinkerfassade, ehemals Jalousieblenden am Erdgeschoss, baugeschichtlich von Bedeutung | 09261854 |
|                                         | Mietshaus in halboffener Bebauung, mit Wegepflaster | Wielandstraße 13 (Karte)               | um 1895 (Mietshaus) | Klinkerfassade, baugeschichtlich von Bedeutung | 09261855 |
|                                         | Doppelmietshaus in offener Bebauung, mit seitlicher Toreinfahrt bei Nr. 16 und Garagen im Hof                                                                                             | Wielandstraße 14; 16 (Karte)           | um 1900 (Doppelmietshaus) | Klinkerfassade, geätzte Treppenhausfenster, baugeschichtlich von Bedeutung | 09306214 |
| Weitere Bilder                          | Mietshaus in offener Bebauung in Ecklage, mit seitlicher Einfriedung | Wielandstraße 18 (Karte)               | um 1905 (Mietshaus) | Klinkerfassade, Wandfliesen und Stuckkehle im Eingangsbereich, Bleiglasfenster im Treppenhaus, Wohnungstüren mit Supraporten, baugeschichtlich von Bedeutung | 09298703 |
| Direkt Bild zu diesem Denkmal hochladen | Handschwengelpumpe mit Brunnenschacht und Abdeckplatte | William-Zipperer-Straße (Karte)        | 1912 (Handschwengelpumpe) | Pumpe zur Zeit entfernt (ehemals Typ Vogelkäfig), ortsgeschichtlich von Bedeutung | 09294849 |
|                                         | Mietshaus in offener Bebauung in Ecklage, mit seitlicher Einfriedung | William-Zipperer-Straße 1 (Karte)      | nach 1895 (Mietshaus) | historisierende Putzfassade, Treppenhausfenster mit Resten farbiger Verglasung, baugeschichtlich von Bedeutung | 09261857 |
|                                         | Mietshaus in halboffener Bebauung in Ecklage, mit seitlicher Einfriedung | William-Zipperer-Straße 3 (Karte)      | um 1895 (Mietshaus) | Putzfassade, Holzpaneele im Eingangsbereich, Windfangtür, baugeschichtlich von Bedeutung | 09261858 |
|                                         | Gedenktafel an der Einfriedung des Grundstücks | William-Zipperer-Straße 13 (Karte)     | nach 1945 (Gedenktafel) | zur Erinnerung an den Politiker und antifaschistischen Widerstandskämpfer William Zipperer (1884–1945), Geschichtswert, Dokumentations- und Erinnerungswert | 09261860 |
|                                         | Mietshaus in halboffener Bebauung | William-Zipperer-Straße 14 (Karte)     | um 1895 (Mietshaus) | ehemals mit Laden oder mit Tordurchfahrt, Klinkerfassade, Treppenhausfenster mit Resten geätzter Verglasung, Terrazzo im Eingangsbereich, baugeschichtlich von Bedeutung | 09261861 |
|                                         | Mietshaus in halboffener Bebauung | William-Zipperer-Straße 16 (Karte)     | um 1895 (Mietshaus) | ehemals mit Tordurchfahrt, Klinkerfassade, Stuckkehle in der Tordurchfahrt, baugeschichtlich von Bedeutung | 09261862 |
|                                         | Mietshaus in offener Bebauung | William-Zipperer-Straße 17 (Karte)     | 1890–1891 (Mietshaus) | mit Tordurchfahrt und Laden, Klinkerfassade, Laden original, als historistischer Mietshausbau von baugeschichtlicher Bedeutung Ein erstes Bauvorhaben für ein Vorder- und Hinterwohngebäude 1886 kam nicht zur Umsetzung. Neuerliche Pläne eines neuen Grundstückseigners, des Fleischermeisters Karl Oswald Abitzsch, gelangten 1890 zur Beantragung und bis März 1891 zur Ausführung. Das nur zweigeschossig konzipierte Hinterhaus nahm Werkstatträume, Pferdestall und das Kontor auf, wurde jedoch mehrfach umgebaut. Im Mietshaus konnten zwei unterschiedlich große Wohnungen pro Etage bezogen werden, während im Erdgeschoss neben der Durchfahrt nur eine Wohnung mit integriertem Laden Einrichtung fand. Stuck- und Kunststeindekorationen aus der Schublade des Historismus tragen zur Gliederung der Schaufassade bei, die über dem verputzten Parterre klinkerverblendet ist: so Akanthusblätter, Lorbeerkränze, Masken bärtiger Männer und Schuppenflächen auf Konsolen. Neben der 1993 noch historischen Ladenfront ist die Ausstattung des Hauses bis heute original erhalten. Kurios erscheint der Grundriss des Hauses in Form eines Parallelogramms, was teils zu ungewöhnlichen Zimmerzuschnitten führte. Umfänglich verändert präsentiert sich die Hoffront. Das Wohn- und Gewerbegrundstück zeugt von der Lindenauer Ortsentwicklung, das historistische Mietshaus besitzt einen baugeschichtlichen Wert. LfD/2016 | 09261863 |
| Weitere Bilder                          | Mietshaus in geschlossener Bebauung | William-Zipperer-Straße 27 (Karte)     | um 1890 (Mietshaus) | mit Hausdurchgang, Putzfassade, baugeschichtlich von Bedeutung | 09261865 |
|                                         | Mietshaus in geschlossener Bebauung | William-Zipperer-Straße 29 (Karte)     | um 1890 (Mietshaus) | mit Hausdurchgang, Putzfassade, baugeschichtlich von Bedeutung | 09261866 |
|                                         | Mietshaus in geschlossener Bebauung | William-Zipperer-Straße 31 (Karte)     | um 1890 (Mietshaus) | mit Hausdurchgang, Putzfassade, baugeschichtlich von Bedeutung | 09261867 |
|                                         | Mietshaus in halboffener Bebauung | William-Zipperer-Straße 32 (Karte)     | um 1895 (Mietshaus) | mit Tordurchfahrt, repräsentative Klinkerfassade, baugeschichtlich von Bedeutung | 09298658 |
| Direkt Bild zu diesem Denkmal hochladen | Mietshaus in ehemals geschlossener Bebauung | William-Zipperer-Straße 35 (Karte)     | 1886 (Mietshaus) | Putzfassade, baugeschichtlich von Bedeutung | 09261870 |
| Direkt Bild zu diesem Denkmal hochladen | Fabrikgebäude im Hof | William-Zipperer-Straße 37 (Karte)     | 1922–1923 (Fabrikgebäude); 1907–1908 (Mietshaus) | Putzfassade, baugeschichtlich von Bedeutung | 09261871 |
|                                         | Mietshaus in ehemals halboffener Bebauung | William-Zipperer-Straße 39 (Karte)     | 1907–1908 (Mietshaus) | mit Laden, Putzfassade, Laden ehemals mit originalen Schautafeln, Schablonenmalerei, bleiverglaste Treppenhausfenster, baugeschichtlich von Bedeutung | 09261872 |
|                                         | Mietshaus in halboffener Bebauung in Ecklage | William-Zipperer-Straße 41 (Karte)     | um 1900 (Mietshaus) | Putzfassade, Klinkergliederung, baugeschichtlich von Bedeutung | 09261873 |
|                                         | Doppelmietshaus (mit Uhlandstraße 10) in geschlossener Bebauung in Ecklage | William-Zipperer-Straße 45 (Karte)     | bezeichnet 1903 (Doppelmietshaus) | Klinkerfassade, Stuck im Eingangsbereich, Schablonenmalerei im Treppenhaus, baugeschichtlich von Bedeutung | 09261874 |
|                                         | Mietshaus in geschlossener Bebauung | William-Zipperer-Straße 47 (Karte)     | um 1905 (Mietshaus) | Klinkerfassade, baugeschichtlich von Bedeutung | 09261875 |
|                                         | Mietshaus in geschlossener Bebauung | William-Zipperer-Straße 49 (Karte)     | um 1905 (Mietshaus) | ehemals mit Laden, Klinkerfassade, Holzpaneele im Eingangsbereich, Treppenhausfenster mit Resten geätzter Verglasung, baugeschichtlich von Bedeutung | 09261876 |
|                                         | Doppelmietshaus (mit Uhlandstraße 7) in offener Bebauung in Ecklage, mit Vorgarten zur Uhlandstraße                                                                                       | William-Zipperer-Straße 50 (Karte)     | um 1935 (Doppelmietshaus) | Putzfassade, bleiverglaste Treppenhausfenster, baugeschichtlich von Bedeutung | 09261877 |
|                                         | Mietshaus in geschlossener Bebauung und Hinterhaus | William-Zipperer-Straße 51 (Karte)     | um 1905 (Mietshaus) | mit Laden, Klinkerfassade, Windfangtür, Laden original, baugeschichtlich von Bedeutung | 09261879 |
|                                         | Doppelmietshaus (mit Uhlandstraße 8) in offener Bebauung in Ecklage, mit Einfriedung und Vorgarten zur Uhlandstraße                                                                       | William-Zipperer-Straße 52 (Karte)     | um 1900 (Doppelmietshaus) | Putzfassade, Erker, Fachwerk-Elemente, Treppenhausfenster mit Butzenverglasung, Kellerfenstergitter, baugeschichtlich von Bedeutung | 09261880 |
|                                         | Mietshaus in geschlossener Bebauung | William-Zipperer-Straße 53 (Karte)     | um 1905 (Mietshaus) | mit Laden, Klinkerfassade, Stuckgliederung und Holzpaneele im Eingangsbereich, baugeschichtlich von Bedeutung | 09261881 |
| Weitere Bilder                          | Mietshaus in offener Bebauung | William-Zipperer-Straße 54 (Karte)     | 1905 (Mietshaus) | Putzfassade, Fachwerkgiebel, Stuckgliederung und Holzverkleidung im Eingangsbereich, Treppenhausfenster mit Resten farbiger Bleiverglasung, baugeschichtlich von Bedeutung Für das dreigeschossige Mehrfamilienwohnhaus in offener Bebauung fungierte der Baumeister [Emil] Moritz Eulitz als Bauherr, entwerfender Architekt und Ausführender in Personalunion. Der Putzbau über Klinkersockel entstand nach Erteilung der Baugenehmigung am 23. März 1905 in kurzer Bauzeit bis Ende September. Bereits im Januar des Folgejahres geriet das Haus unter Zwangsverwaltung. Ausbauten im Dachgeschoss verzeichnen die Aktenunterlagen für 1926 und 1965–1966. Die symmetrische Jugendstil-Fassade wird durch zwei Akzent setzende Standerker mit Fachwerk-Zwerchhäusern sowie durch abgeschrägte und ehemals mit Turmaufsätzen versehene Ecken gegliedert. Im Inneren u. a. das Treppenhaus mit Schablonenmalerei sowie Wohnungseingangstüren mit Supraporten erhalten. Sanierung 2005–2006. LfD/2006 | 09261882 |
|                                         | Mietshaus in geschlossener Bebauung in Ecklage | William-Zipperer-Straße 55 (Karte)     | um 1905 (Mietshaus) | ehemals mit Laden, Putz-Klinker-Fassade, Stuckgliederung im Eingangsbereich, Windfangtür, baugeschichtlich von Bedeutung | 09261883 |
|                                         | Doppelmietshaus (mit Flemmingstraße 2) in halboffener Bebauung in Ecklage | William-Zipperer-Straße 57 (Karte)     | 1899–1900 (Doppelmietshaus) | ehemals mit Eckladen, Klinkerfassade, baugeschichtlich von Bedeutung | 09302464 |
|                                         | Mietshaus in geschlossener Bebauung in Ecklage | William-Zipperer-Straße 61 (Karte)     | 1900–1901 (Mietshaus) | Klinkerfassade, baugeschichtlich von Bedeutung | 09298624 |
|                                         | Doppelmietshaus in offener Bebauung, mit seitlicher Einfriedung | William-Zipperer-Straße 62; 64 (Karte) | um 1907 (Doppelmietshaus) | Putzfassade, zwei Erker, eiserne Kellerschranke, Bleiglasfenster im Treppenhaus, Wohnungstüren mit Supraporten, Reformstil-Architektur, baugeschichtlich von Bedeutung | 09298622 |
|                                         | Doppelmietshaus (mit Güntherstraße 2) in halboffener Bebauung in Ecklage | William-Zipperer-Straße 63 (Karte)     | um 1890 (Doppelmietshaus) | Klinkerfassade, Stuckkehle und Stuckrahmen im Eingangsbereich, baugeschichtlich von Bedeutung | 09298601 |
|                                         | Mietshaus in halboffener Bebauung | William-Zipperer-Straße 65 (Karte)     | um 1900 (Mietshaus) | Klinkerfassade, baugeschichtlich von Bedeutung | 09298600 |
|                                         | Doppelmietshaus (mit Hempelstraße 2) in offener Bebauung in Ecklage, sowie seitliche Einfriedung, Pforte und Wegepflasterung                                                              | William-Zipperer-Straße 66 (Karte)     | um 1910 (Doppelmietshaus) | Putzfassade, eiserne Kellerschranke, Bleiglasfenster, Wohnungstüren mit Supraporten, Reformstil-Architektur, baugeschichtlich von Bedeutung | 09298623 |
|                                         | Doppelmietshaus (mit Hempelstraße 1) in offener Bebauung in Ecklage | William-Zipperer-Straße 68 (Karte)     | um 1910 (Doppelmietshaus) | mit Eckladen, Putzfassade, Erker, eiserne Kellerschranke, Bleiglasfenster, Reformstil-Architektur, baugeschichtlich von Bedeutung | 09298621 |
|                                         | Mietshaus in halboffener Bebauung in Ecklage | William-Zipperer-Straße 69 (Karte)     | um 1905 (Mietshaus) | mit Eckladen, Putz-Klinker-Fassade, Holzpaneele, baugeschichtlich von Bedeutung | 09298595 |
|                                         | Doppelmietshaus in offener Bebauung | William-Zipperer-Straße 70; 72 (Karte) | um 1907 (Doppelmietshaus) | mit Ladeneinbau, Putzfassade, eiserne Kellerschranke, Bleiglasfenster im Treppenhaus, Reformstil-Architektur, baugeschichtlich von Bedeutung | 09298620 |
|                                         | Mietshaus in halboffener Bebauung | William-Zipperer-Straße 71 (Karte)     | um 1905 (Mietshaus) | Klinkerfassade, baugeschichtlich von Bedeutung | 09298596 |
|                                         | Mietshaus in geschlossener Bebauung in Ecklage | William-Zipperer-Straße 73 (Karte)     | um 1910 (Mietshaus) | Putzfassade, Wandfliesen, eiserne Kellerschranke, baugeschichtlich von Bedeutung | 09298513 |
|                                         | Doppelmietshaus in offener Bebauung, mit seitlicher Einfriedungen | William-Zipperer-Straße 74; 76 (Karte) | um 1907 (Doppelmietshaus) | mit Ladeneinbau, Putzfassade, Wandfliesen mit Abschlussleiste, Stuckreliefs und Stuckrahmungen im Eingangsbereich, Bleiglasfenster im Treppenhaus, eiserne Kellerschranke, baugeschichtlich von Bedeutung | 09298619 |
|                                         | Doppelmietshaus (mit Klopstockstraße 2) in geschlossener Bebauung in Ecklage | William-Zipperer-Straße 75 (Karte)     | um 1905 (Doppelmietshaus) | mit Eckladen, Putz-Klinker-Fassade, Wandfliesen mit Abschlussleiste, Stuckrahmung im Eingangsbereich, baugeschichtlich von Bedeutung | 09298507 |
|                                         | Mietshaus in geschlossener Bebauung | William-Zipperer-Straße 77 (Karte)     | um 1890 (Mietshaus) | Klinkerfassade, baugeschichtlich von Bedeutung | 09298506 |
| Weitere Bilder                          | Mietshaus in geschlossener Bebauung | William-Zipperer-Straße 79 (Karte)     | um 1900 (Mietshaus) | Klinkerfassade, Stuckrahmung und Stuckkehle im Eingangsbereich, Wohnungstüren mit Supraporten, baugeschichtlich von Bedeutung | 09298505 |
| Weitere Bilder                          | Mietshaus in geschlossener Bebauung | William-Zipperer-Straße 81 (Karte)     | um 1900 (Mietshaus) | Klinkerfassade, baugeschichtlich von Bedeutung | 09298504 |
|                                         | Mietshaus in offener Bebauung, mit seitlicher Einfriedung | William-Zipperer-Straße 82 (Karte)     | um 1910 (Mietshaus) | Putzfassade, Erker, Bleiglasfenster im Treppenhaus, Reformstil-Architektur, baugeschichtlich von Bedeutung | 09298510 |
|                                         | Mietshaus in halboffener Bebauung | William-Zipperer-Straße 84 (Karte)     | um 1910 (Mietshaus) | Putzfassade, flacher Erker, Reformstil-Architektur, baugeschichtlich von Bedeutung | 09298509 |
|                                         | Mietshaus in geschlossener Bebauung | William-Zipperer-Straße 86 (Karte)     | um 1900 (Mietshaus) | Klinkerfassade, Holzpaneele, Stuckrahmung und -kehle im Eingangsbereich, baugeschichtlich von Bedeutung | 09298508 |
|                                         | Mietshaus in halboffener Bebauung in Ecklage | William-Zipperer-Straße 88 (Karte)     | um 1905 (Mietshaus) | mit Tordurchfahrt und Eckladen, Klinkerfassade, Windfangtür, baugeschichtlich von Bedeutung | 09298503 |
| Direkt Bild zu diesem Denkmal hochladen | Platzanlage | Zschochersche Straße (Karte)           | um 1915 (Schmuckplatz) | kleine gestaltete Grünfläche nahe der Angerbrücke, gegenüber Einmündung Luppenstraße, ortsgeschichtlicher und stadtgrüngeschichtlicher Wert | 09292562 |
|                                         | Mietshaus in geschlossener Bebauung in Ecklage | Zschochersche Straße 1b (Karte)        | 1887 (Mietshaus) | mit Laden und Eckladen, Putzfassade, Stuck und Deckenmalerei im Eingangsbereich, Schablonenmalerei im Treppenhaus, Laden ehemals original, baugeschichtlich von Bedeutung | 09261884 |
|                                         | Wohnhaus in offener Bebauung, mit Ufermauer der Luppe, Hofeinfahrt und Hofpflaster sowie Vorgarten                                                                                        | Zschochersche Straße 1c (Karte)        | bezeichnet 1807 (im Kern, Wohnhaus), bezeichnet 1891 (Wohnhaus)                                                                                                   | in unmittelbarer Lage an der Kleinen Luppe, Putzfassade, Wohnungstüren mit Supraporten, geätzte Treppenhausfenster, hier Rastort Napoleons auf dem Rückzug 19. Oktober 1813, baugeschichtlich von Bedeutung | 09298516 |
|                                         | Mietshaus in offener Bebauung | Zschochersche Straße 1d (Karte)        | um 1905 (Mietshaus) | mit Tordurchfahrt und mit Laden, Klinkerfassade, zwei Erker, Holzpaneele und Stuckkehle im Eingangsbereich, Windfangtür, baugeschichtlich von Bedeutung | 09298515 |
| Weitere Bilder                          | Mietshaus in geschlossener Bebauung in Ecklage (bauliche Einheit mit Zschochersche Straße 2b/2c/2d und Lützner Straße 2/2a)                                                               | Zschochersche Straße 2a (Karte)        | um 1910 (Mietshaus) | mit Laden, Putzfassade, Windfangtür, bleiverglaste Treppenhausfenster, Ladenfronten original, Reformstil-Architektur, baugeschichtlich von Bedeutung | 09261887 |
| Direkt Bild zu diesem Denkmal hochladen | Mietshaus in geschlossener Bebauung (bauliche Einheit mit Zschochersche Straße 2a/2c/2d und Lützner Straße 2/2a)                                                                          | Zschochersche Straße 2b (Karte)        | um 1910 (Mietshaus) | mit Laden, Putzfassade, Marmorstufen im Eingangsbereich, Windfangtür, bleiverglaste Treppenhausfenster, Reformstil-Architektur, baugeschichtlich von Bedeutung | 09261888 |
| Direkt Bild zu diesem Denkmal hochladen | Mietshaus in geschlossener Bebauung (bauliche Einheit mit Zschochersche Straße 2a/2b/2d und Lützner Straße 2/2a)                                                                          | Zschochersche Straße 2c (Karte)        | um 1910 (Mietshaus) | mit Laden, Putzfassade, Marmorstufen im Eingangsbereich, Windfangtür mit geschliffenen Gläsern, bleiverglaste Treppenhausfenster, Ausmalung im Treppenhaus, Reformstil-Architektur, baugeschichtlich von Bedeutung | 09261889 |
| Direkt Bild zu diesem Denkmal hochladen | Mietshaus in geschlossener Bebauung (bauliche Einheit mit Zschochersche Straße 2a/2b/2c und Lützner Straße 2/2a)                                                                          | Zschochersche Straße 2d (Karte)        | um 1910 (Mietshaus) | mit Laden, Putzfassade, bleiverglaste Treppenhausfenster, Reformstil-Architektur, baugeschichtlich von Bedeutung | 09261890 |

## Ehemalige Kulturdenkmale
| Bild                                    | Bezeichnung                                                     | Lage                       | Datierung                                       | Beschreibung                                                                      | ID       |
| --------------------------------------- | --------------------------------------------------------------- | -------------------------- | ----------------------------------------------- | --------------------------------------------------------------------------------- | -------- |
| Direkt Bild zu diesem Denkmal hochladen | Mietshaus in geschlossener Bebauung                             | Calvisiusstraße 40 (Karte) | 1909–1910 (Mietshaus); 1909–1910 (Nebengebäude) | Putzfassade, baugeschichtlich von Bedeutung                                       | 09292658 |
| Direkt Bild zu diesem Denkmal hochladen | Eisenbahnbrücke                                                 | Demmeringstraße (Karte)    | um 1900 (Eisenbahnbrücke)                       | Eisenbahnbrücke                                                                   | 09292716 |
|                                         | Hofgebäude                                                      | Demmeringstraße 65 (Karte) | vor 1905 (Nebengebäude)                         | Hofgebäude (Klinkerfassade)                                                       | 09291939 |
| Direkt Bild zu diesem Denkmal hochladen | Mietshaus in geschlossener Bebauung                             | Lützner Straße 12 (Karte)  | 1889–1890 (Mietshaus)                           | Putzfassade mit Stuck und Sandsteingliederung, baugeschichtlich von Bedeutung     | 09302281 |
| Direkt Bild zu diesem Denkmal hochladen | Mietshaus in geschlossener Bebauung                             | Lützner Straße 72 (Karte)  | 1889–1890 (Mietshaus)                           | mit Ladeneinbau, Putzfassade, baugeschichtlich von Bedeutung                      | 09298717 |
| Direkt Bild zu diesem Denkmal hochladen | Wohnhaus                                                        | Luppenstraße 18 (Karte)    | 1905–1906 (Wohnhaus)                            | Wohnhaus in offener, rückwärtiger Bebauung und Eisentor des Zugangs (Putzfassade) | 09298521 |
| Direkt Bild zu diesem Denkmal hochladen | Mietshaus in halboffener Bebauung (bauliche Einheit mit Nr. 30) | Spittastraße 28 (Karte)    | um 1900 (Mietshaus)                             | Klinkerfassade, baugeschichtlich von Bedeutung                                    | 09298684 |